# إمكانية الوصول إلى وسائل النقل في لندن

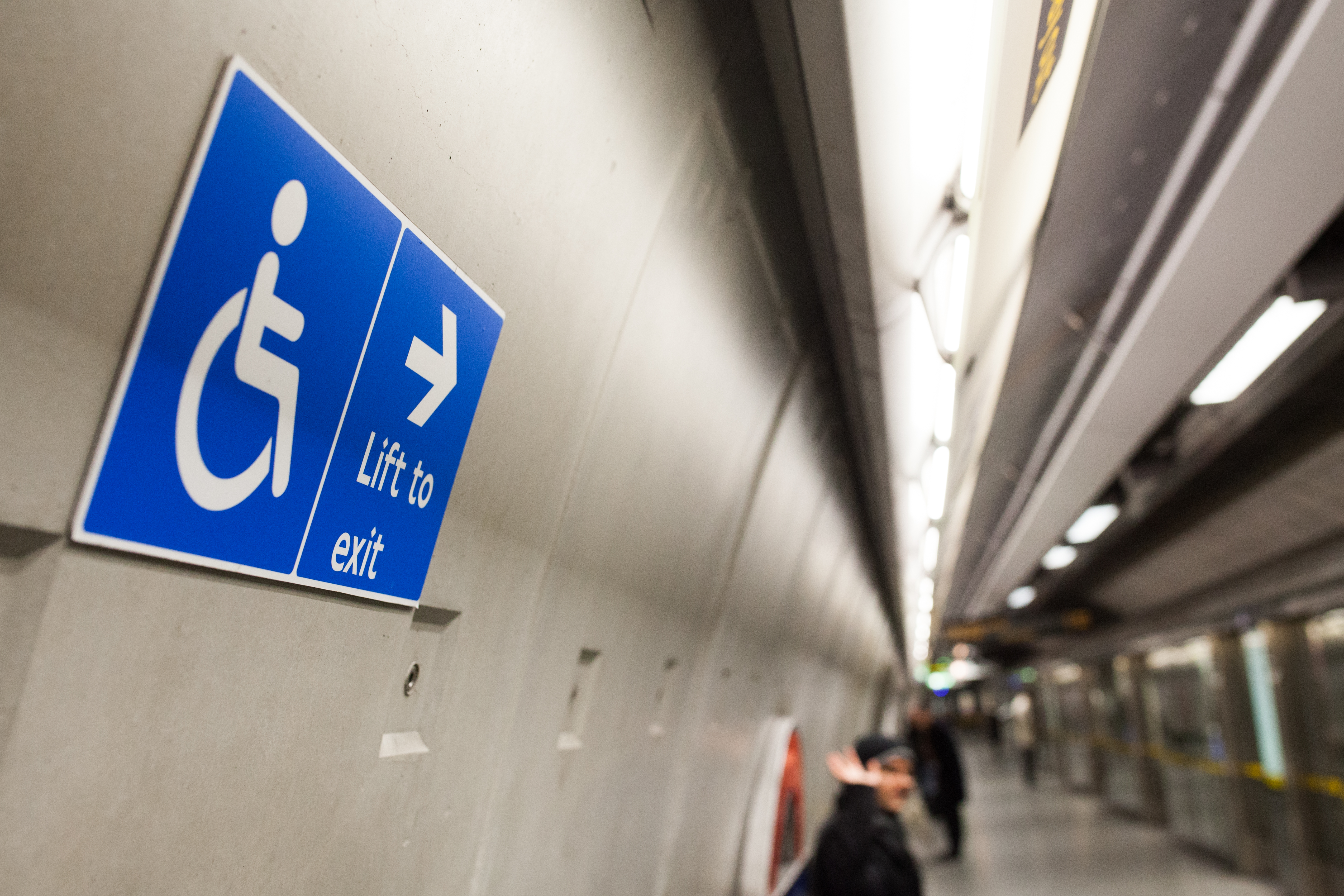
علامات المصاعد في محطة ساوثوورك

إن إمكانية الوصول إلى خدمات النقل العام في منطقة لندن الكبرى غير مكتملة. بُنِيَ جزء كبير من شبكة السكك الحديدية في لندن (بما في ذلك مترو أنفاق لندن وقطار لندن العلوي) قبل أن يصبح الوصول إليها شرطًا أساسيًا. على عكس ما حدث في الولايات المتحدة، لم تتضمن محطات المترو التي بنيت في الستينيات والسبعينيات أي ترتيبات خاصة بالمعاقين، حيث حظر مستخدمي الكراسي المتحركة من استخدام الأنفاق العميقة على خطوط المترو حتى عام 1993.
منذ بداية الثمانينيات فصاعدًا، بدأت التحسينات في إمكانية الوصول، مع افتتاح خط السكة الحديد الخفيف (DLR) في عام 1987 والنظر على نطاق أوسع في احتياجات إمكانية الوصول. وتبع ذلك المزيد من التحسينات، مع تقديم الحافلات ذات الأرضية المنخفضة في عام 1993، وإقرار قانون التمييز ضد ذوي الإعاقة في عام 1995 وافتتاح امتداد خط اليوبيل في عام 1999، والذي وفر إمكانية الوصول بدون درج إلى 11 محطة جديدة لمترو الأنفاق. منذ عام 2000، أصبحت جميع سيارات الأجرة في لندن قابلة للوصول، وقادرة على نقل الركاب ذوي الكراسي المتحركة. في أواخر عام 2005، سحبت حافلات روت ماستر الشهيرة ذات الأرضية المرتفعة من الخدمة، مما جعل لندن واحدة من أوائل المدن الكبرى في العالم التي تمتلك أسطولاً من الحافلات ذات الأرضية المنخفضة التي يسهل الوصول إليها، قبل 10 سنوات من المتطلبات الوطنية.
منذ عام 2000، بذلت هيئة النقل في لندن (TfL) جهودًا كبيرة لتحسين إمكانية الوصول، مع ترقيات المحطات والبنية الأساسية الجديدة مثل خط إليزابيث مما أدى إلى زيادة عدد المحطات الخالية من السلالم على شبكة هيئة النقل في لندن. 92 محطة مترو أنفاق (33%) و62 محطة قطار علوي (54%) لديها إمكانية الوصول بدون درج، مع افتتاح جميع محطات المترو الجديدة منذ عام 1999 كمحطات يمكن الوصول إليها بسهولة. ويجري العمل على زيادة عدد المحطات التي يمكن الوصول إليها. خدمات النقل الأخرى مثل خط سكة حديد دوكلاندز الخفيفة و ترام لينك وخط إليزابيث هي خدمات يمكن الوصول إليها بالكامل، مع إمكانية الوصول بدون درج في كل محطة أو محطة.

## خلفية
اعتبارًا من تعداد عام 2021، يعاني 1.2 مليون من سكان لندن من إعاقة، "ضعف جسدي أو عقلي له تأثير سلبي كبير وطويل الأمد على قدرتهم على القيام بالأنشطة اليومية العادية". وأشار تعداد عام 2021 أيضًا إلى وجود مليون شخص تزيد أعمارهم عن 65 عامًا في لندن، وأكثر من 137000 شخص تزيد أعمارهم عن 85 عامًا. ومن المتوقع أن يرتفع عدد كبار السن في لندن خلال الثلاثين عامًا القادمة. كما أن كبار السن أكثر عرضة للإصابة بالإعاقة، حيث يبلغ عمر حوالي ثلث سكان لندن 65 عامًا أو أكثر. في عام 2012، ذكرت هيئة النقل في لندن أن 4.9 مليون رحلة يومياً يقوم بها ركاب يحملون أمتعة ثقيلة، و1.5 مليون رحلة يقوم بها أشخاص يسافرون مع طفل صغير (مع مقاعد السلامة للأطفال)، و0.7 مليون رحلة يقوم بها أشخاص تزيد أعمارهم عن 74 عاماً. يقوم شخص لديه على الأقل واحدة من هذه العوائق التي تعيق حركته بإجمالي 7.1 مليون رحلة يوميًا.
إن إمكانية الوصول إلى شبكة النقل العام تسمح للناس بالسفر بحرية في الوقت الذي يختارونه. تشمل أمثلة الأشخاص ذوي الإعاقة الذين يستفيدون من تحسين إمكانية الوصول الأشخاص الذين يستخدمون الكراسي المتحركة، والأشخاص ذوي الحركة المحدودة، والأشخاص المكفوفين أو ضعاف البصر، والأشخاص الذين يعانون من ضعف السمع والأشخاص ذوي صعوبات التعلم. تشمل الأمثلة على المجموعات الأخرى التي تستفيد من تحسين إمكانية الوصول كبار السن، والأشخاص الذين يتحدثون الإنجليزية كلغة ثانية أو أجنبية، والأشخاص الذين يسافرون مع أطفال صغار والأشخاص الذين يسافرون بأمتعة ثقيلة أو للتسوق.
إن إمكانية الوصول لا تقتصر على المصاعد والمنحدرات والأرصفة المنخفضة، بل تشمل أيضًا مراعاة التصميم الشامل، والتأكد من أن التواصل متاح للجميع، وأن الموظفين مدربون جيدًا. وتشير هيئة النقل في لندن أيضًا إلى رغبتها في جعل الرحلات "ممتعة"، ومنح الناس الثقة للسفر.

## تاريخ

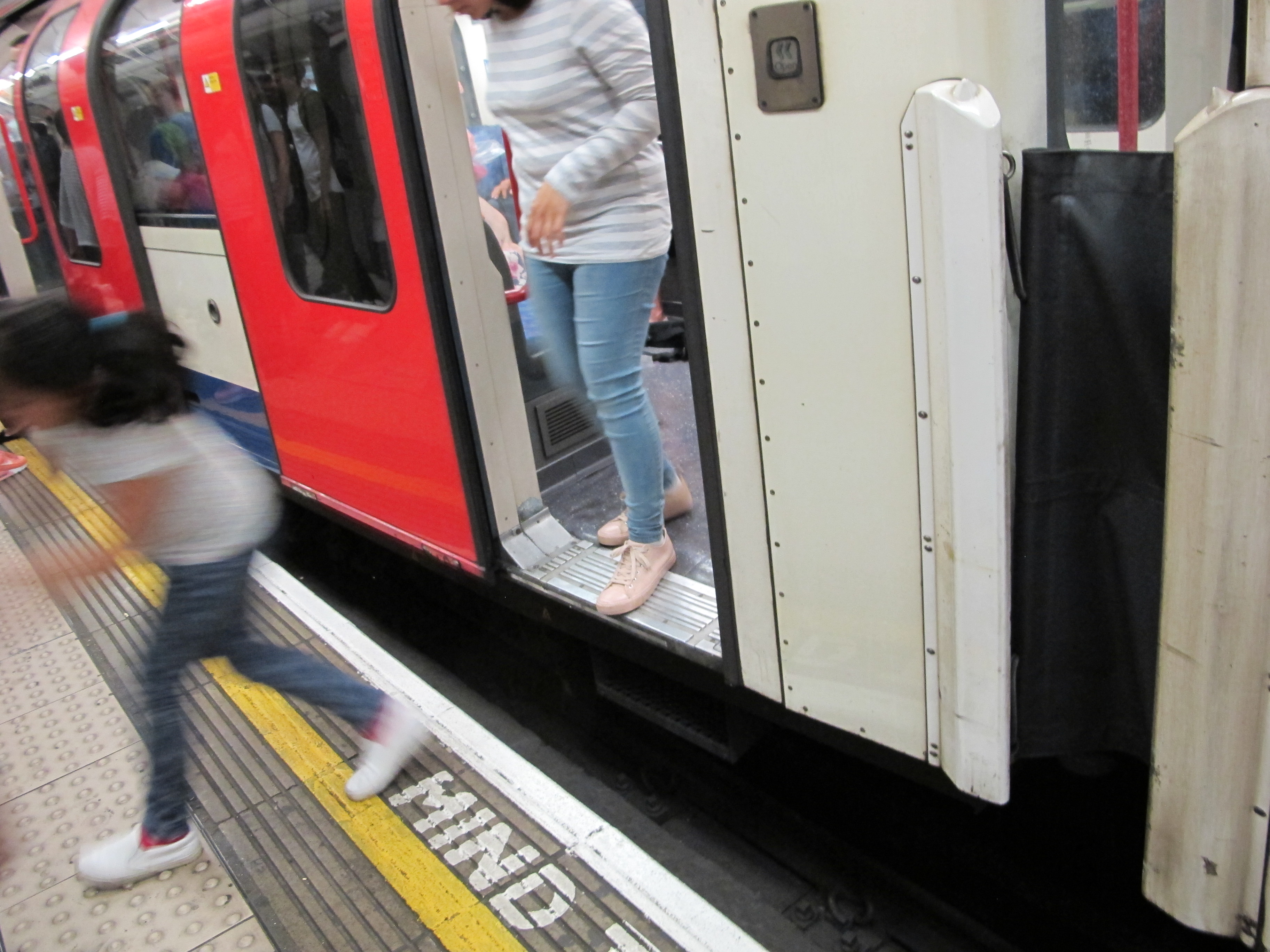
فجوة كبيرة في الرصيف في محطة مترو بنك

في النصف الأول من القرن العشرين، لم تقدم سلطات النقل في لندن أي أحكام خاصة للأشخاص ذوي الإعاقة. حتى عام 1959، كانت هيئة النقل في لندن تشترط على الركاب المكفوفين أو الأشخاص ذوي الإعاقة "الراغبين في السفر بشكل مستقل" التوقيع على إقرار بقبول المسؤولية المالية عن أي حادث. في عام 1968، بدأت مترو أنفاق لندن في استخدام تحذيرات آلية للركاب " للانتباه للفجوة "، حيث أن العديد من محطات المترو بها فجوات أفقية و/أو رأسية بين القطار والمنصة.
فرض قانون الأشخاص المصابين بأمراض مزمنة وذوي الإعاقة لعام 1970 التزامًا قانونيًا على السلطات المحلية بتوفير إمكانية الوصول إلى المباني العامة للأشخاص ذوي الإعاقة. ومع ذلك، فإن القانون لم يتضمن إمكانية الوصول إلى وسائل النقل العام. لم يأخذ خط فيكتوريا، الذي اكتمل بناؤه عام 1971، في الاعتبار توفير إمكانية الوصول للأشخاص ذوي الإعاقة، حيث لم يتم توفير المصاعد في المحطات. للمقارنة، تضمنت مشاريع النقل السريع الجديدة التي تم بناؤها في نفس الوقت في أماكن أخرى مرافق لذوي الاحتياجات الخاصة، مع توفير النقل السريع في منطقة الخليج (BART)، وواشنطن مترو، وتاين آند وير مترو للمصاعد من الافتتاح في عام 1972، 1976 و1980 على التوالي. في عام 1973، بدأ مجلس لندن الكبرى في تقديم أسعار مخفضة للحافلات في جميع أنحاء لندن للمتقاعدين.

### ثمانينيات القرن العشرين
خلال العام الدولي للأشخاص ذوي الإعاقة في عام 1981، عملت هيئة النقل في لندن مع مجموعات ذوي الإعاقة لنشر دليل يسهل الوصول إليه لشبكة النقل العام لأول مرة. أعرب رئيس هيئة النقل في لندن بيتر ماسفيلد عن استعداده لتحسين المرافق المخصصة للأشخاص ذوي الإعاقة، لكنه أشار إلى التحدي والتكاليف المترتبة على القيام بذلك. في عام 1982، سمحت هيئة النقل في لندن لمستخدمي الكراسي المتحركة باستخدام الأقسام فوق الأرض من خطوط الأنفاق العميقة خلال ساعات الذروة، بعد أن خففت في السابق القواعد للسماح لركاب الكراسي المتحركة باستخدام خطوط ديستريكت وسيركل ومتروبوليتان. سمح هذا لمستخدمي الكراسي المتحركة باستخدام 70% من الشبكة، على الرغم من أن السفر عبر الأنفاق العميقة كان لا يزال محظورًا بسبب المخاوف من أن الكراسي المتحركة قد تعيق الإخلاء في حالات الطوارئ.
بعد صدور قانون النقل الإقليمي في لندن عام 1984، أصبح لزامًا على هيئة النقل الإقليمي في لندن (القطار الكهربائي الخفيف) توفير خدمات النقل العام للأشخاص ذوي الإعاقة. تأسست وحدة النقل في لندن للركاب ذوي الإعاقة في عام 1984. عملت هذه الهيئة في جميع أنحاء القطار الكهربائي الخفيف لضمان أن تصبح وسائل النقل العام أكثر سهولة في الوصول إليها بمرور الوقت، فضلاً عن المساعدة في تدريب الموظفين على تقديم المساعدة. بُنِيَت مباني القطار الكهربائي الخفيف الجديدة مع وضع ذوي الاحتياجات الخاصة في الاعتبار، حيث تضمنت محطة حافلات هارو مرحاضًا لذوي الاحتياجات الخاصة وأرصفة منخفضة في التصميم. ووعدت هيئة السكك الحديدية الخفيفة بأن أعمال تجديد وتحديث محطات السكك الحديدية والحافلات في المستقبل سوف تأخذ في الاعتبار احتياجات ذوي الإعاقة والأشخاص الذين يعانون من ضعف البصر أو السمع، مع إدخال حلقات السمع في مكاتب التذاكر (التي تنقل الصوت إلى أجهزة السمع)، وتثبيت مقاعد أفضل على المنصة وتحسين الإعلانات العامة. كما تم تقديم التدريب للموظفين حول كيفية مساعدة الركاب ذوي الإعاقة.
في أوائل الثمانينيات من القرن العشرين، تم تقديم خدمات اطلب رحلة من قبل البلديات المحلية في جميع أنحاء لندن لتوفير النقل من الباب إلى الباب للأشخاص ذوي الإعاقة. تم توسيع خدمة اطلب رحلة في جميع أنحاء لندن بحلول عام 1985، بدعم من منحة من هيئة النقل في لندن بلغت تكلفتها في البداية حوالي 5 ملايين جنيه إسترليني سنويًا.
في نوفمبر 1984، بدأت شركة القطار الكهربائي الخفيف في تجربة خطوط الحافلات التي تستخدم حافلات مصممة خصيصًا لتلبية احتياجات الأشخاص ذوي الإعاقة. ستصبح هذه الطرق فيما بعد "حافلات التنقل". منذ عام 1986، تم تعديل تصميم الحافلات العادية أيضًا، مع وجود درابزين غير قابل للانزلاق، وعلامات توقف مضيئة وخطوات إضافية عند أبواب الحافلات لتقليل ارتفاع الخطوة، مما يجعل الوصول إلى الحافلة أسهل. في عام 1988، تم تجربة الحافلات الراكعة على الطريق 42، كانت حافلة ليلاند الوطنية المعدلة مزودة بنظام تعليق هوائي ينخفض عند محطات الحافلات لتوفير خلوص أرضي منخفض بشكل كبير. بحلول عام 1988، تم تعديل الحافلات التي تعمل على خطوط إيرباص إلى مطار هيثرو للسماح براكبين على الكراسي المتحركة.

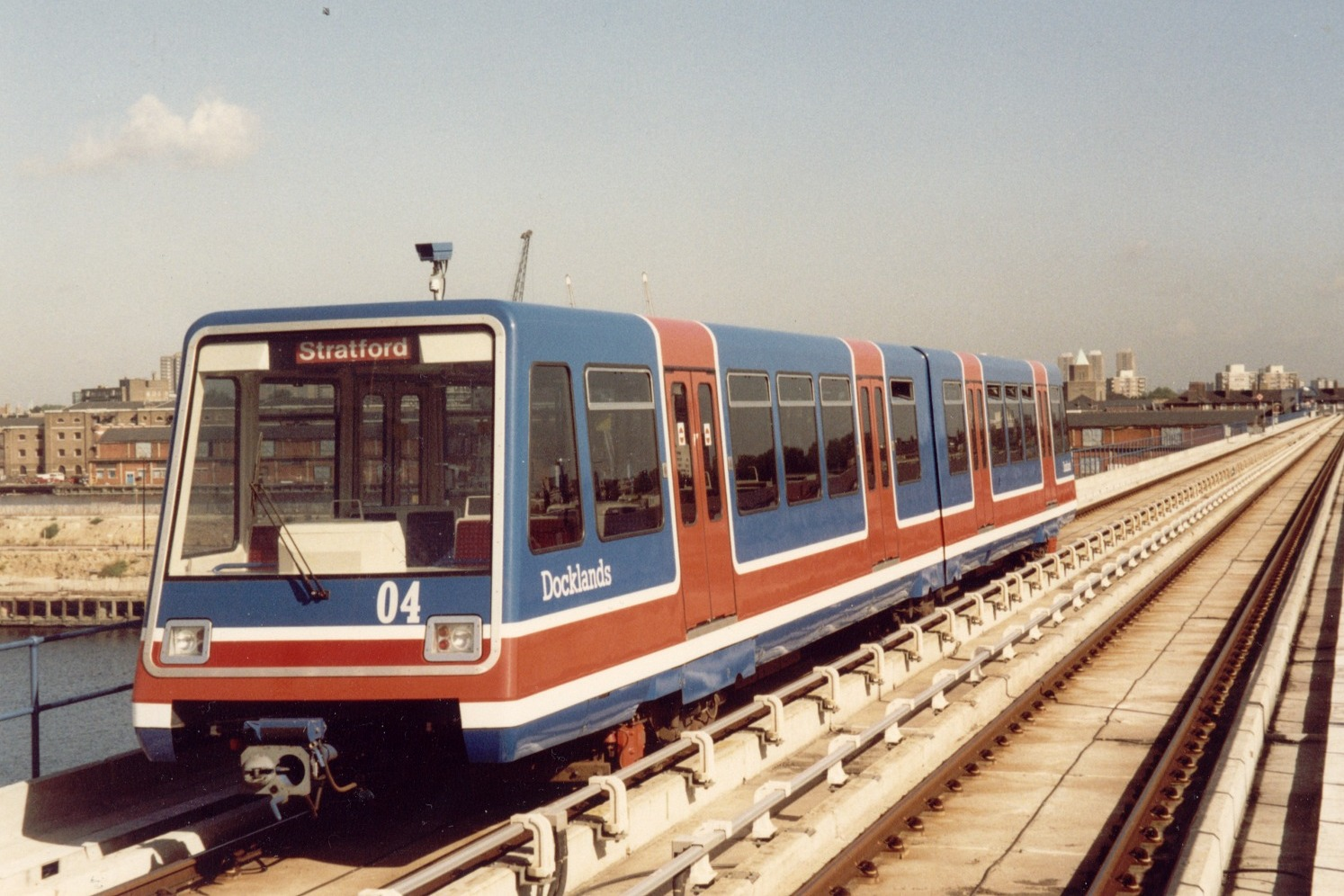
افتتح خط السكك الحديدية الخفيف في دوكلاندز (DLR) لأول مرة في عام 1987، مع توفير المصاعد في جميع المحطات.

في عام 1986، دفعت جمعية لندن الكبرى للأشخاص ذوي الإعاقة (GLAD) نحو "إعادة تقييم جذرية" للنقل الميسر في تقرير، مع عدم قدرة أكثر من 465000 من سكان لندن على استخدام وسائل النقل العام (أو يجدونها صعبة للغاية). اعتبرت منظمة GLAD أنه ينبغي إعادة النظر في حظر الكراسي المتحركة في مترو الأنفاق، وانتقدت إزالة موصلات الحافلات لأنها "ألغت الكثير من المساعدة الشخصية المتاحة" للأشخاص ذوي الإعاقة. استجابت هيئة النقل الخفيف بالترحيب بالأدلة التي قدمها تقرير GLAD، مع الإشارة إلى التكلفة العالية لتوفير تحسينات إمكانية الوصول في ضوء الأموال المحدودة.
في عام 1987، افتتح خط سكة حديد دوكلاندز الخفيف (DLR)، والذي يخدم 16 محطة عبر دوكلاندز وشرق لندن. كان خط دوكلاندز الخفيف أول مشروع رئيسي للبنية التحتية للسكك الحديدية في بريطانيا حيث تم النظر في إمكانية الوصول الكامل للأشخاص ذوي الإعاقة منذ البداية، مع إمكانية الوصول المستوي إلى القطار من المنصات والمصاعد في جميع المحطات. على الرغم من السماح باستخدام الكراسي المتحركة في العديد من أجزاء مترو الأنفاق، وأن بعض المحطات كانت بالفعل قابلة للوصول إليها بسبب مستوى الوصول الخاص بها، قرر مجلس إدارة القطار الكهربائي الخفيف أن الحظر المفروض على الكراسي المتحركة في الأقسام العميقة من مترو الأنفاق سيستمر لأسباب تتعلق بالسلامة.
في عام 1987، أصبحت سيارة متروكاب إم سي دبليو أول طراز لسيارة أجرة سوداء يمكن الوصول إليها في لندن. منذ فبراير 1989، أصبح لزامًا على جميع سيارات الأجرة السوداء المرخصة حديثًا أن تكون قادرة على نقل راكب على كرسي متحرك.

### التسعينيات

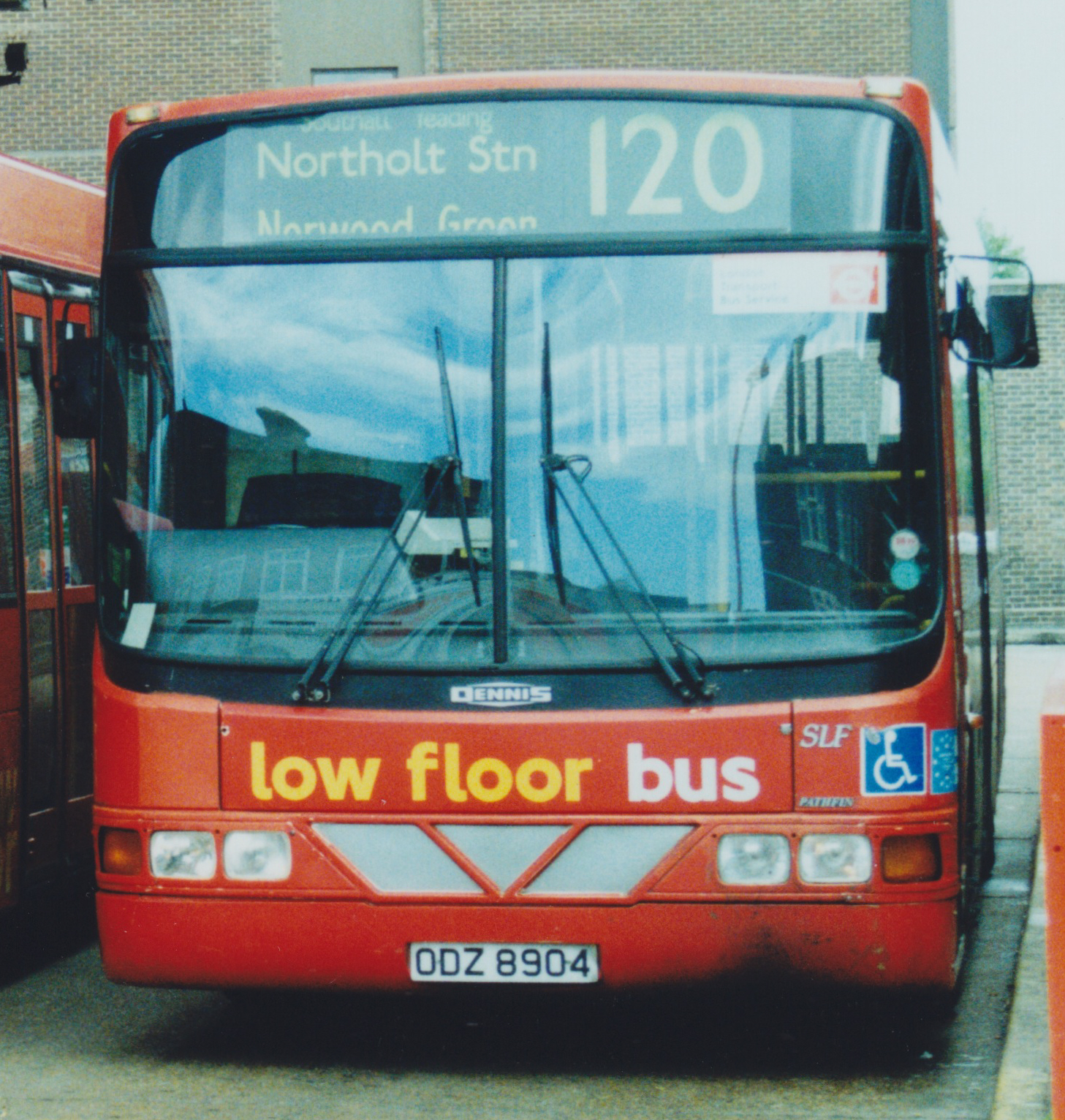
أول خط حافلات منخفض الأرضية في لندن

في أوائل تسعينيات القرن العشرين، تم تأسيس حملة من أجل وسائل نقل ميسرة، بقيادة جماعات حقوق ذوي الإعاقة مثل شبكة العمل المباشر للأشخاص ذوي الإعاقة (DAN)، للاحتجاج والضغط من أجل زيادة إمكانية الوصول إلى وسائل النقل العام. بالنسبة للعديد من الأشخاص ذوي الإعاقة، كان خيار النقل العام الوحيد المتاح هو اطلب رحلة، حيث لم تكن الحافلات متاحة. قام المتظاهرون من حركة حقوق الإعاقة بمنع الحافلات في شارع أكسفورد وساحة ترافالغار ومواقع أخرى في جميع أنحاء لندن عن طريق تقييد أنفسهم بالأصفاد أو السلاسل إلى الحافلات، بالإضافة إلى وضع أنفسهم في طريق الحافلات ورفض التحرك. في عدة مناسبات في عامي 1994 و1995، أثناء النظر في قانون التمييز ضد ذوي الإعاقة، قام المتظاهرون بتقييد أنفسهم بحافلة روت ماستر بجوار قصر وستمنستر.
في أكتوبر 1992، أصبحت محطة مترو أنفاق هيلينغدون التي أعيد بناؤها أول محطة تتضمن مصاعد للوصول للأشخاص ذوي الإعاقة ضمن تصميمها. اعتبارًا من 1 أكتوبر 1993، تم السماح باستخدام الكراسي المتحركة على خطوط مترو الأنفاق العميقة لأول مرة، بعد التغييرات التي طرأت على شروط النقل في مترو أنفاق لندن. وقد قُدِّر أن حوالي 40 محطة كانت متاحة، إلا أن العوائق مثل الفجوات بين القطارات والأرصفة ظلت قائمة. أشارت الأبحاث التي أجرتها هيئة النقل في لندن إلى أن مترو الأنفاق الخالي من السلالم من شأنه أن يزيد عدد الركاب بنحو 5%. تقدمت هيئة مترو أنفاق لندن بطلب للحصول على تمويل من لجنة الألفية لجعل خمس محطات موجودة على خط اليوبيل في متناول الجميع، وذكرت أنها تريد "إضافة إمكانية الوصول للأشخاص ذوي الإعاقة، والأشخاص الذين يستخدمون عربات الأطفال والأشخاص الذين يتسوقون بكثافة". ولم يتحقق هذا التمويل.
تم إعادة إطلاق Stationlink، وهو خط الحافلات الذي يمكن الوصول إليه والذي يربط محطات السكك الحديدية الرئيسية في وسط لندن مع بعضها البعض، في عام 1993، ليحل محل العلامة التجارية Carelink. استخدمت خدمة الحافلات كل ساعة حافلات متوسطة الحجم مزودة بمصاعد للكراسي المتحركة، مما يسمح باتصالات يمكن الوصول إليها عبر لندن بتكلفة أقل من تكلفة سيارة الأجرة.
استمر العمل على جعل الحافلات أكثر سهولة في الوصول إليها في تسعينيات القرن العشرين، حيث تم تجربة واختبار الحافلات ذات الطابق الواحد ذات الأرضية المنخفضة على طرق حافلات مختلفة في جميع أنحاء لندن بدءًا من عام 1992. في عام 1993، أصبح الطريق رقم 88 هو الأول في لندن الذي يستخدم الحافلات ذات الركوع، مما يجعل الوصول أسهل. في عام 1994، أصبح الطريق 120 أول طريق حافلات في المملكة المتحدة يستخدم فقط الحافلات ذات الأرضية المنخفضة والمتاحة. منذ عام 1996، تم طلب أعداد كبيرة من الحافلات ذات الطابق الواحد ذات الأرضية المنخفضة من قبل مشغلي الحافلات، لتحل محل الحافلات القديمة ذات الأرضية المرتفعة. في عام 1998، أصبح الطريق 242 أول طريق للسكك الحديدية ذات الطابقين المنخفضة في لندن. تم طرح الحافلات ذات الأرضية المنخفضة تدريجيًا على خطوط الحافلات في جميع أنحاء لندن، مع وجود أكثر من 900 حافلة في الخدمة بحلول عام 1998، ودخلت آخر حافلة ذات أرضية مرتفعة الخدمة في عام 1999.

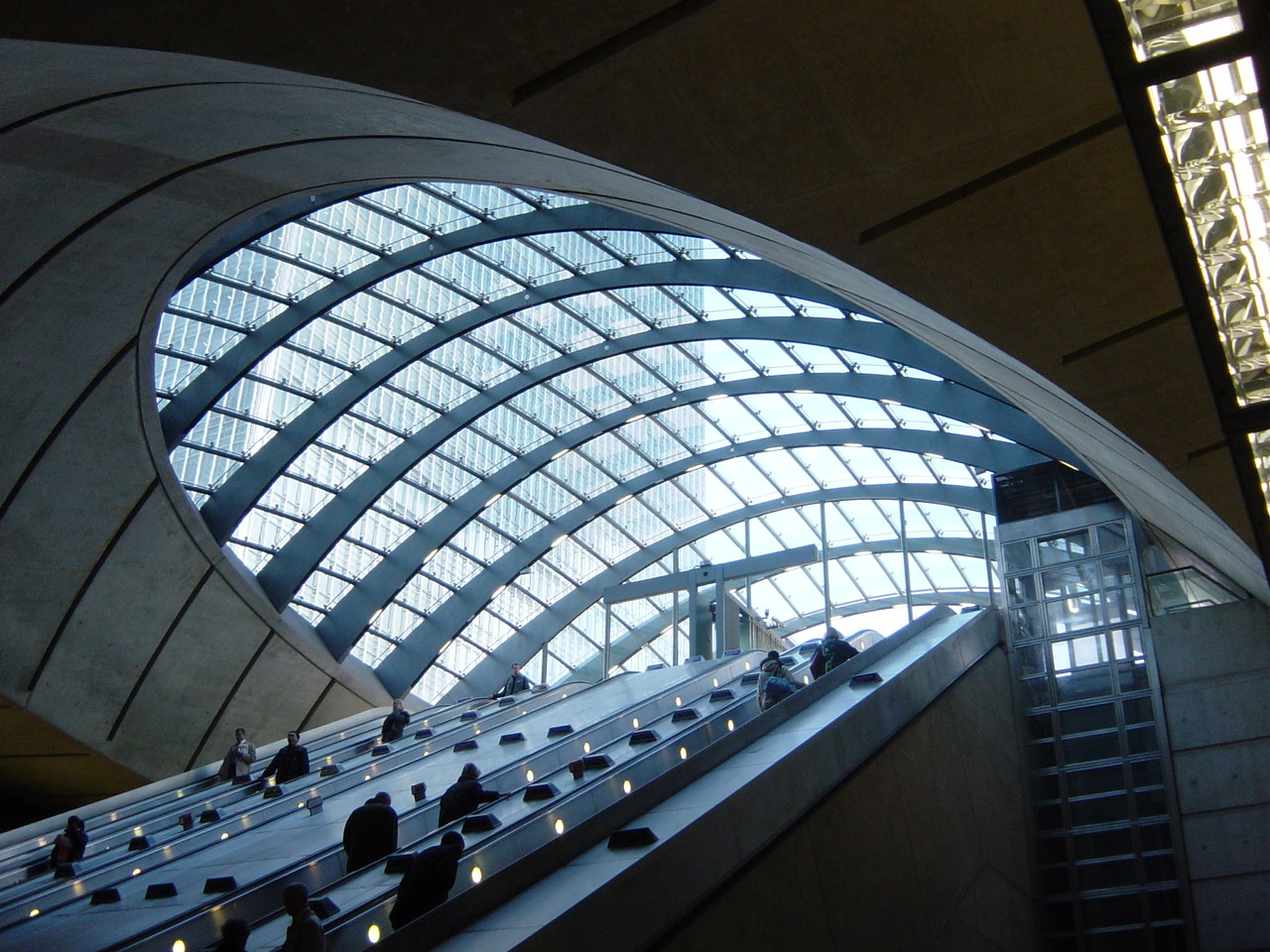
مدخل محطة كاناري وارف، مع عمود مصعد زجاجي على اليمين

في عام 1995، تم إقرار قانون التمييز ضد ذوي الإعاقة. يتطلب هذا من هيئة النقل في لندن إجراء "تعديلات معقولة" على أي شيء يجعل من الصعب بشكل غير معقول على الأشخاص ذوي الإعاقة استخدام الخدمات مثل مترو الأنفاق والحافلات. ومع ذلك، فإن القوانين التي تمنع التمييز في مجال النقل لم تدخل حيز التنفيذ حتى عام 2005. تم دمج قانون التمييز ضد ذوي الإعاقة لاحقًا في قانون المساواة لعام 2010. في يونيو 1998، افتتح خط هيثرو إكسبريس، وهو خط سكة حديد يربط بين مطار هيثرو ومحطة بادينغتون في لندن، مع إمكانية الوصول إلى القطارات على مستوى المحطات.
في عام 1999، افتتح خط امتداد اليوبيل باعتباره أول امتداد رئيسي لمترو الأنفاق منذ 30 عامًا. خلال مرحلة تصميم التوسعة في أوائل التسعينيات، تم الاتفاق على توفير المصاعد في المحطات بحيث يتم توفير إمكانية الوصول للأشخاص ذوي الإعاقة. أدى افتتاح التوسعة إلى زيادة عدد محطات المترو التي يمكن الوصول إليها بشكل كبير، مع توفير 34 مصعدًا عبر المحطات الـ 11، مما يوفر إمكانية الوصول بدون درجات من الشارع إلى القطار. على الرغم من الإشادة بالهندسة المعمارية، لاحظ نشطاء حقوق ذوي الإعاقة مخاوف بشأن عدم وجود تباين في الألوان، والفجوات الطفيفة بين القطار والمنصة. واعترف متحدث باسم مترو الأنفاق بأنه "لم يتم إيلاء اهتمام كافٍ لاحتياجات ذوي الإعاقة" أثناء تصميم الامتداد، ووعد ببذل جهود لتحسين تباين الألوان في المحطات. أعربت هيئة النقل في لندن أيضًا عن رغبتها في زيادة عدد المحطات التي يمكن الوصول إليها بمرور الوقت.

### العقد الأول من القرن الحادي والعشرين

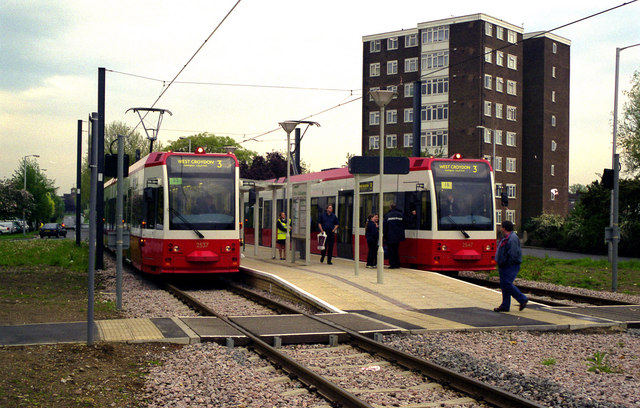
خط ترام كرويدون، ترام منخفض الأرضية افتتحه في عام 2000

في عام 2000، انتُخب كين ليفينغستون كأول عمدة لمدينة لندن، وتم تأسيس هيئة النقل في لندن (هيئة النقل في لندن) كجزء من تشكيل هيئة لندن الكبرى (GLA). ألزم قانون سلطة لندن الكبرى لعام 1999 سلطة لندن الكبرى بتعزيز "المساواة في الفرص" للجميع. تم دمج وحدة النقل في لندن للركاب ذوي الإعاقة ضمن هيئة النقل في لندن. حددت هيئة النقل في لندن التغييرات والتحسينات التي ترغب في إجرائها على نظام النقل لجعله أكثر سهولة في الوصول إليه، بما في ذلك المزيد من الحافلات ذات الأرضية المنخفضة، وإضافة إمكانية الوصول بدون درجات إلى محطات مترو الأنفاق الرئيسية وتحسين خدمة اطلب رحلة.
في الأول من يناير عام 2000، لم يعد يُسمح باستخدام سيارات الأجرة غير المخصصة لذوي الاحتياجات الخاصة في لندن، وأصبح الأسطول متاحًا بالكامل لذوي الاحتياجات الخاصة. في مايو 2000، افتتح خط ترام كرويدون بعد عدة سنوات من البناء. يخدم هذا المشروع كرويدون والمناطق المحيطة بها في جنوب لندن، وكان أول مشروع ترام حديث في لندن، مع ترام منخفض الأرضية ومنصات منخفضة تسمح بإمكانية الوصول للجميع.

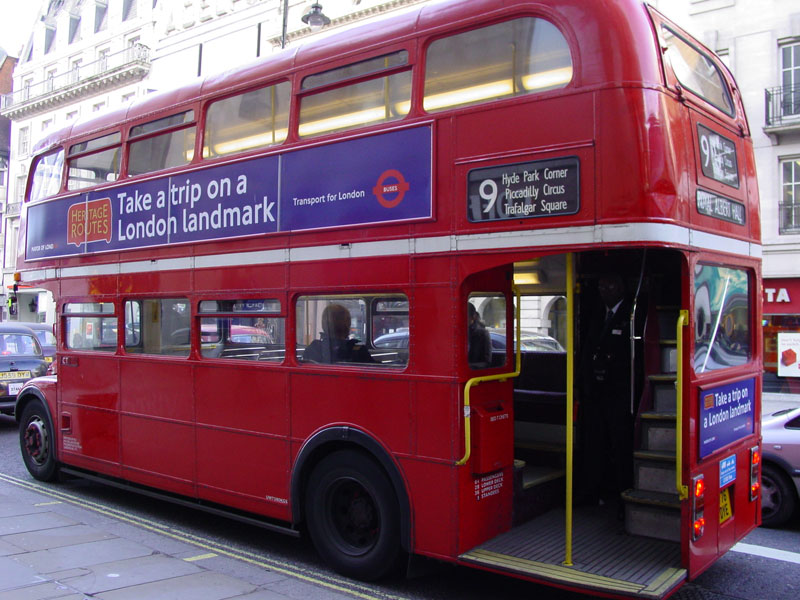
المنصة المفتوحة ذات الأرضية المرتفعة لحافلة روت ماستر، والتي سُحبت من الخدمة في عام 2005

كان رئيس البلدية ليفينغستون في البداية مؤيدًا للاحتفاظ روت ماستر الشهيرة ذات الأرضية المرتفعة وسائقيها، وإعادة تقديم 49 حافلة مجددة إلى الخدمة. ومع ذلك، قرر ليفينغستون استبدالها بحافلات ذات أرضية منخفضة، بعد حملة شنتها جماعات حقوق ذوي الإعاقة، والعدد الكبير من الأشخاص الذين أصيبوا بسبب السقوط من المنصة الخلفية المفتوحة، وإدراكه لصعوبة محاولة استخدام الحافلات ذات الأرضية المرتفعة مع أطفاله. في مارس 2003، أشار بيتر هيندي، المدير الإداري للنقل السطحي لشركة هيئة النقل في لندن آنذاك، إلى أن تنفيذ أسطول حافلات منخفض الطابق وسهل الوصول إليه كان له أولوية أعلى من الاحتفاظ بحافلات روت ماستر التاريخية. وعلى الرغم من الانتقادات الموجهة من وسائل الإعلام والجمهور، فقد تم استبدال خدمات روت ماستر المتبقية اعتبارًا من أغسطس 2003 فصاعدًا بحافلات ذات طابقين منخفضة الأرضية أو حافلات مفصلية قابلة للانحناء. تم استبدال آخر حافلات روت ماستر بحافلات ذات أرضية منخفضة في ديسمبر 2005. وقد استقبلت الخدمات الأخيرة حشود من عشاق الحافلات، فضلاً عن المتظاهرين المدافعين عن حقوق ذوي الإعاقة الذين رحبوا بالانسحاب. بحلول أوائل عام 2006، أصبحت جميع خطوط الحافلات في لندن متاحة بالكامل، أي قبل عشرة أعوام من المتطلبات الوطنية، بفضل أكبر أسطول من الحافلات ذات الأرضية المنخفضة في العالم. رحب نشطاء ذوي الإعاقة بالحافلات ذات الأرضية المنخفضة، لكنهم أشاروا إلى أن هناك حاجة إلى تحسينات أخرى، حيث واجهوا حافلات لم تقترب بدرجة كافية من الرصيف، ومنحدرات الكراسي المتحركة المكسورة ومحطات الحافلات التي يصعب الوصول إليها.
في عام 2002، نشرت هيئة النقل في لندن كتاب "فتح لندن للجميع"، مع خطط لجعل مترو الأنفاق أكثر سهولة في الوصول إليه، مع شبكة أساسية من محطات الأنفاق التي يمكن الوصول إليها بسهولة. واقترح أن يكون هناك أكثر من 100 محطة خالية من السلالم بحلول عام 2020 (حوالي 35 في المائة من الشبكة). كما تم توفير خرائط تشير إلى أماكن وجود المصاعد على الشبكة. في مايو 2003، بدأت المخططات الخطية على قطارات خط اليوبيل باستخدام رسم تخطيطي للكراسي المتحركة للإشارة إلى المحطات التي يمكن الوصول إليها بدون درجات. في مؤتمر رأس مال الإعاقة الذي عقده عمدة لندن في ديسمبر 2003، صرح مفوض النقل في لندن بوب كيلي أن هيئة النقل في لندن تريد تحسين إمكانية الوصول "بشكل عدواني"، بما في ذلك جعل نصف محطات مترو الأنفاق البالغ عددها 280 محطة متاحة بحلول عام 2015.
في أبريل 2004، حذر نشطاء حقوق ذوي الإعاقة مترو أنفاق لندن من أن الأفراد قد يلجأون إلى إجراءات قانونية إذا لم يتم بذل الجهود لتحسين إمكانية الوصول. وأشارت لجنة حقوق ذوي الإعاقة إلى أنها تفضل تحسين إمكانية الوصول إلى خدماتها بدلاً من مقاضاة مترو أنفاق لندن. أعربت هيئة النقل في لندن أيضًا عن رغبتها في "جعل 25 بالمائة من محطات مترو الأنفاق خالية من السلالم" بحلول عام 2010، و50 بالمائة بحلول عام 2015. قامت هيئة النقل في لندن لاحقًا بمراجعة هدفها لتحقيق "ثلث محطات الأنفاق [لتتمتع] بإمكانية الوصول بدون درج بحلول عام 2013". في مارس 2005، أطلقت هيئة النقل في لندن شارة " طفل على متن الطائرة " للمسافرات الحوامل، لمساعدة الركاب الآخرين على توفير مقعد لهم.
في يوليو 2005، حصلت لندن على استضافة الألعاب الأولمبية والبارالمبية لعام 2012، مع ملاحظة ملف الترشيح أن أحد القيود كان عدم إمكانية الوصول إلى جميع محطات مترو أنفاق لندن. تم التخطيط لتحسينات إمكانية الوصول في المحطات التي من شأنها أن تخدم أماكن الألعاب، بما في ذلك محطات جرين بارك وساوثفيلدز وستراتفورد. في ديسمبر 2005، تم توسيع خط دوكلاندز الخفيف لخدمة مطار لندن سيتي، بإضافة أربع محطات جديدة يمكن الوصول إليها في رويال دوكس.
في عام 2006، نشرت وزارة النقل استراتيجية السكك الحديدية للجميع، والتي حددت رغبة الحكومة في تحسين إمكانية الوصول إلى شبكة السكك الحديدية للأشخاص ذوي الإعاقة. وتضمنت الاستراتيجية برنامج "الوصول للجميع"، الذي يوفر التمويل اللازم لجعل محطات السكك الحديدية الوطنية الحالية في متناول الجميع. كانت محطتا تبادل السكك الحديدية الرئيسيتان، كلافام جانكشن ولويشام، من بين 15 محطة تم اختيارها لتحسين إمكانية الوصول إليها.
في عام 2007، أنشأت هيئة النقل في لندن مجموعة استشارية مستقلة للأشخاص ذوي الإعاقة، حيث يقدم الأشخاص ذوو الإعاقة توصياتهم إلى هيئة النقل في لندن كصديق مهم. في أكتوبر 2007، تم إلغاء رسوم الطلب الهاتفي، بتكلفة بلغت 700 ألف جنيه إسترليني سنويًا. في ديسمبر 2007، حصلت هيئة النقل في لندن على جائزة من منظمة حقوق ذوي الإعاقة اختراق المملكة المتحدة، لعمل هيئة النقل في لندن على جعل النقل في لندن أكثر سهولة في الوصول إليه. عند قبول الجائزة، أشاد رئيس البلدية ليفينغستون بمجموعات الأشخاص ذوي الإعاقة التي ناضلت من أجل إمكانية الوصول. بعد العمل على جعل أساطيل الحافلات وسيارات الأجرة في متناول الجميع، أشار رئيس البلدية ليفينغستون إلى أن هيئة النقل في لندن "تتعامل مع المهمة الأكثر تكلفة والأطول أمدًا" المتمثلة في جعل مترو الأنفاق في متناول الجميع.

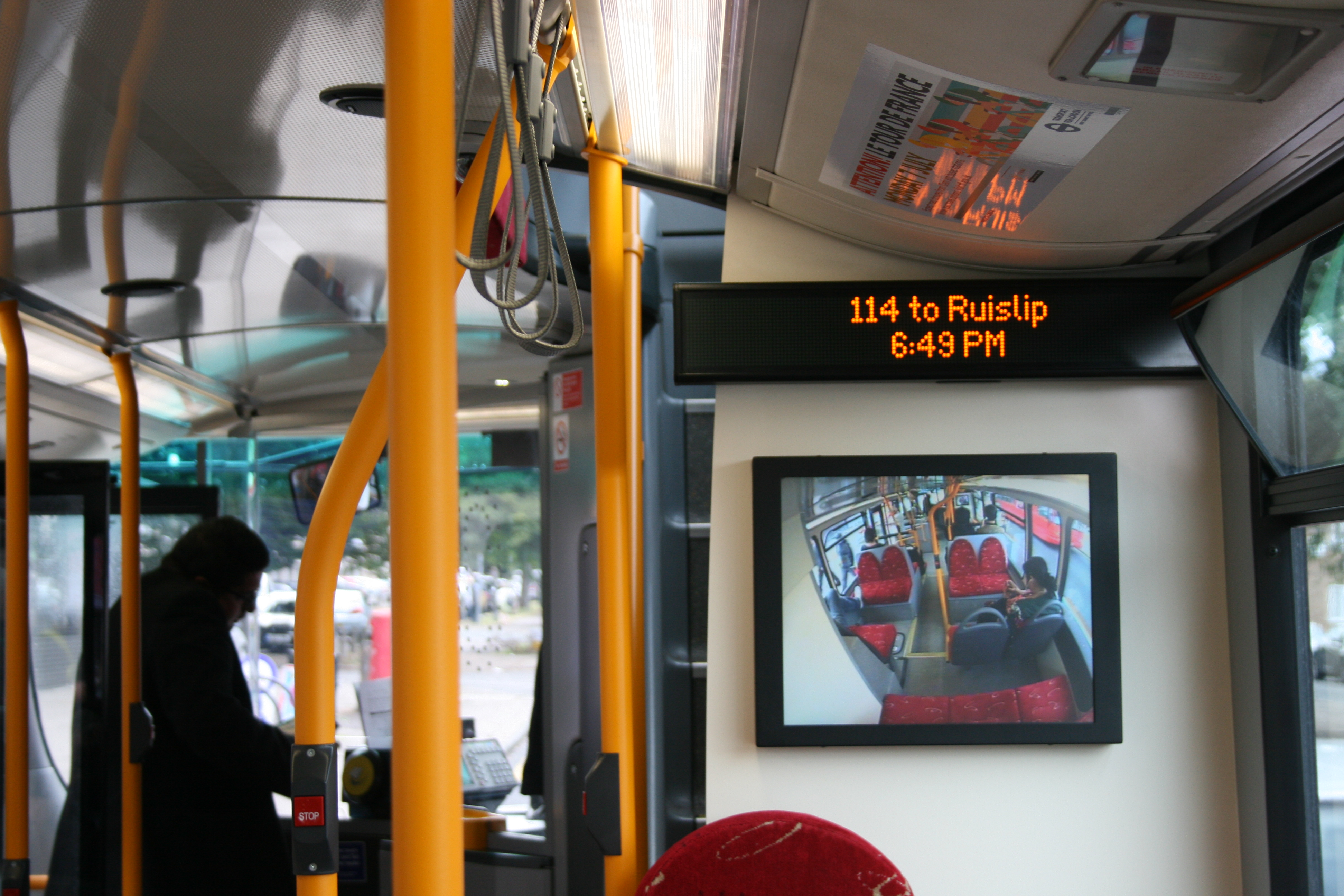
تعرض شاشات ناقل الإدخال الذكي الموجودة على حافلات لندن معلومات عن التوقف والوجهة ومعلومات إضافية للركاب.

بعد الاختبارات والتجارب، تم تجهيز حافلات لندن بنظام ناقل الإدخال الذكي، الذي يوفر إعلانات صوتية ومرئية لمحطات الحافلات ومعلومات أخرى للركاب. وقد رحبت جمعية كلاب الإرشاد للمكفوفين باستكمال تركيب حافلة ناقل الإدخال الذكي في عام 2009، حيث ذكرت أن الإعلانات تمنح "الثقة في استخدام شبكة الحافلات". وأشارت الجمعية إلى أنها تعمل مع مجموعات حملات أخرى للضغط من أجل وضع الإعلانات على الحافلات في جميع أنحاء المملكة المتحدة. انتقد المعهد الوطني الملكي للصم هيئة النقل في لندن لاعتمادها "بشكل كبير على المعلومات المسموعة"، وردت الهيئة بأن هناك استثمارات كبيرة يتم إجراؤها لتحسين وسائل النقل العام للأشخاص ذوي الإعاقة.
بين عام 2003 وأواخر العقد الأول من القرن الحادي والعشرين، تم صيانة البنية التحتية لمترو أنفاق لندن بواسطة شركة خطوط الأنابيب و Metronet كجزء من شراكة بين القطاعين العام والخاص (PPP). باستثناء عدد قليل من المشاريع الكبرى (مثل حديقة ويمبلي)، تضمنت عمليات تجديد المحطة التي تم تسليمها كجزء من برنامج الشراكة بين القطاعين العام والخاص تحسينات طفيفة في إمكانية الوصول مثل إصلاح السلالم والتباين البصري وتركيب رصف ملموس. بدأت هيئة مترو أنفاق لندن في إجراء عمليات تدقيق إمكانية الوصول، للتأكد من تقديم تحسينات طفيفة في إمكانية الوصول إلى جانب أعمال أخرى في المحطات. في عام 2007، انهارت شركة مترو نت بعد تجاوز الإنفاق، مما أدى لاحقًا إلى إلغاء تحسينات إمكانية الوصول وترقيات المحطة بسبب التكاليف المرتفعة.

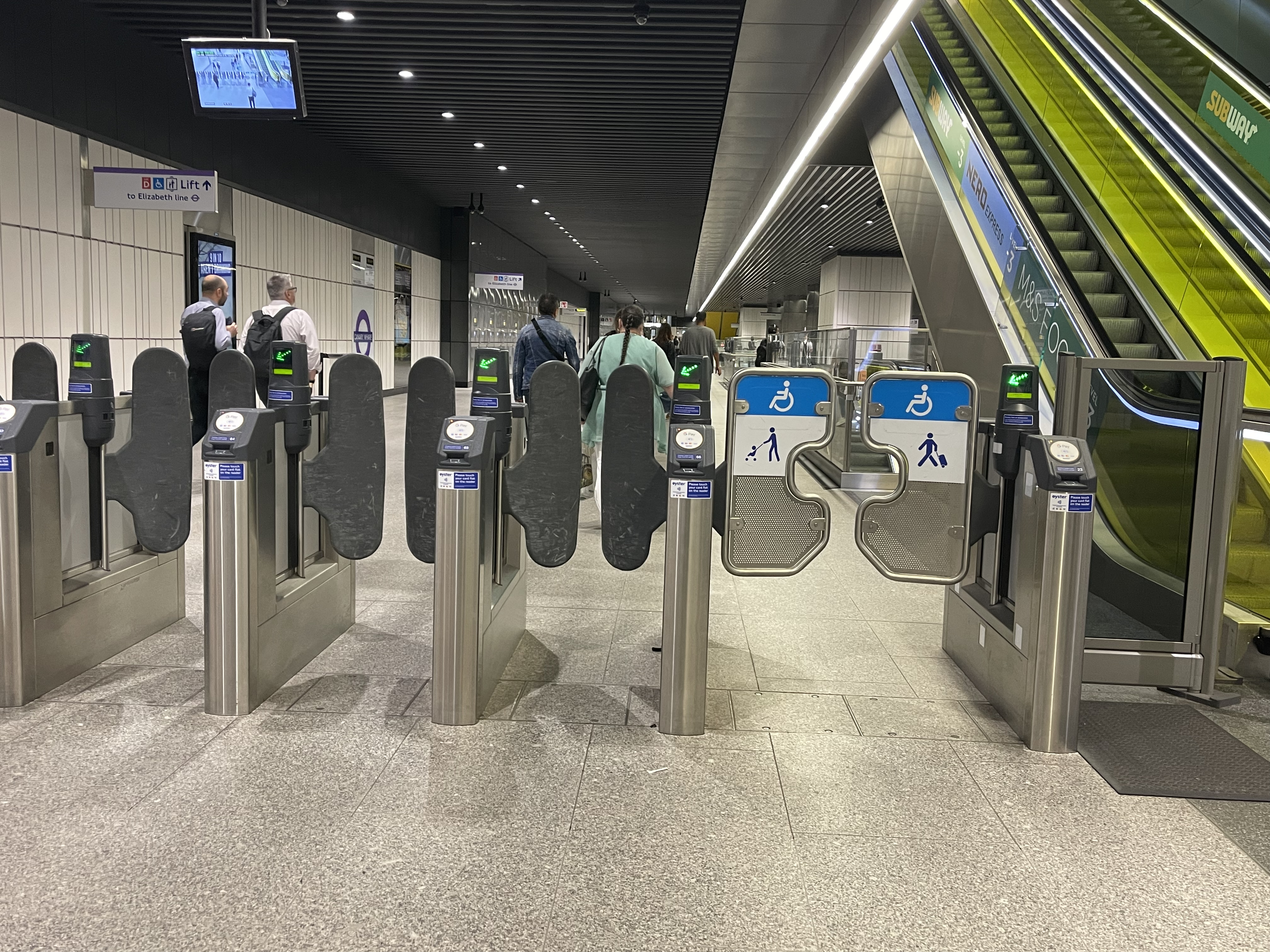
حواجز التذاكر في محطة كاناري وارف، مع بوابة واسعة على اليمين

في مارس 2008، بدأت هيئة النقل في لندن في تركيب بوابات تذاكر "الممر العريض" في المحطات في جميع أنحاء لندن بتكلفة 12 مليون جنيه إسترليني، مما أدى إلى تحسين إمكانية الوصول لمستخدمي الكراسي المتحركة وكبار السن والأشخاص الذين يسافرون مع أطفال صغار و/أو أمتعة. ستحل بوابات التذاكر العريضة محل البوابات التي يتم تشغيلها يدويًا، حيث ذكرت هيئة مترو أنفاق لندن أن البوابات الجديدة "ستمكن وتعزز الوصول المستقل". جاء هذا التثبيت بعد تجارب أجريت في ثلاث محطات في عام 2006، حيث ذكر الركاب ذوو الإعاقة أن البوابات العريضة "جعلتهم يشعرون بمزيد من المساواة" مع الركاب الآخرين. بحلول عام 2014، تم تركيب بوابات تذاكر واسعة في 180 محطة عبر شبكة مترو الأنفاق.
في مايو 2008، انتُخب بوريس جونسون رئيسًا لبلدية لندن، وقام جونسون بعد ذلك بإلغاء العديد من المشاريع التي اقترحها رئيس البلدية السابق. تم إسقاط هدف إنشاء 33 في المائة من محطات مترو الأنفاق الخالية من السلالم بحلول عام 2013، ووصفت خطة عمل هيئة النقل في لندن هذا بأنه "التزام غير ممول قدمته الإدارة السابقة". أرجأت هيئة النقل في لندن بعد ذلك تركيب نظام الوصول بدون درج في 21 محطة، بما في ذلك المحطات التي بدأ البناء فيها بالفعل بتكلفة 20 مليون جنيه إسترليني. كان أحد الأمثلة في شارع بيكر، حيث قررت هيئة النقل في لندن أن الوصول بدون درج إلى المحطة "ليس أمرًا بالغ الأهمية لخطة النقل الخاصة بدورة الألعاب الأولمبية والبارالمبية لعام 2012". وقد تعرضت عمليات الإلغاء لانتقادات من قبل مجموعات حملات ذوي الإعاقة مثل منظمة النقل للجميع. وفي شرحه لقرار إيقاف العمل، ألقى رئيس البلدية جونسون باللوم على الركود الاقتصادي، وانهيار شركة مترو نت، فضلاً عن الوعود غير الممولة التي قدمها رئيس البلدية السابق كين ليفينغستون. وفي وقت لاحق، لم يتم تحقيق الهدف المتمثل في إمكانية الوصول إلى 25 في المائة من محطات الأنفاق بحلول عام 2010.
في عام 2008، لم تتضمن عملية تجديد محطة مترو شيبردز بوش كجزء من افتتاح مركز ويستفيلد لندن للتسوق في غرب لندن تركيب المصاعد كما كان مخططًا له في الأصل. في شرح إلغاء الوصول بدون درج إلى المحطة، استشهدت هيئة النقل في لندن بتكاليف التثبيت المرتفعة التي بلغت 100 مليون جنيه إسترليني بسبب الظروف الأرضية السيئة والمرافق تحت الأرض التي يجب تحويلها. وتبين لاحقًا أن 39 مليون جنيه إسترليني قد تم إنفاقها بالفعل على تركيب المصاعد في المحطة عندما تم اتخاذ القرار بإلغاء المشروع. انتقد ستيفن جرينهالغ، زعيم مجلس هامرسميث وفولهام، هيئة النقل في لندن، قائلاً: "من غير المعقول في القرن الحادي والعشرين تجديد محطة دون توفير إمكانية الوصول بدون درج".
بعد عقود من المناقشات حول مزايا المشروع، بدأت أعمال البناء في مشروع كروسريل في عام 2009، بتكلفة تقديرية للمشروع تبلغ حوالي 16 مليار جنيه إسترليني. أنشأت محطات جديدة مع إمكانية الوصول بدون درجات، وإعيد بناء بعض المحطات لإضافة إمكانية الوصول بدون درجات إلى الخطوط الموجودة. ومع ذلك، لن يتم إعادة بناء بعض المحطات الموجودة فوق الأرض مع إمكانية الوصول إليها بدون درجات.

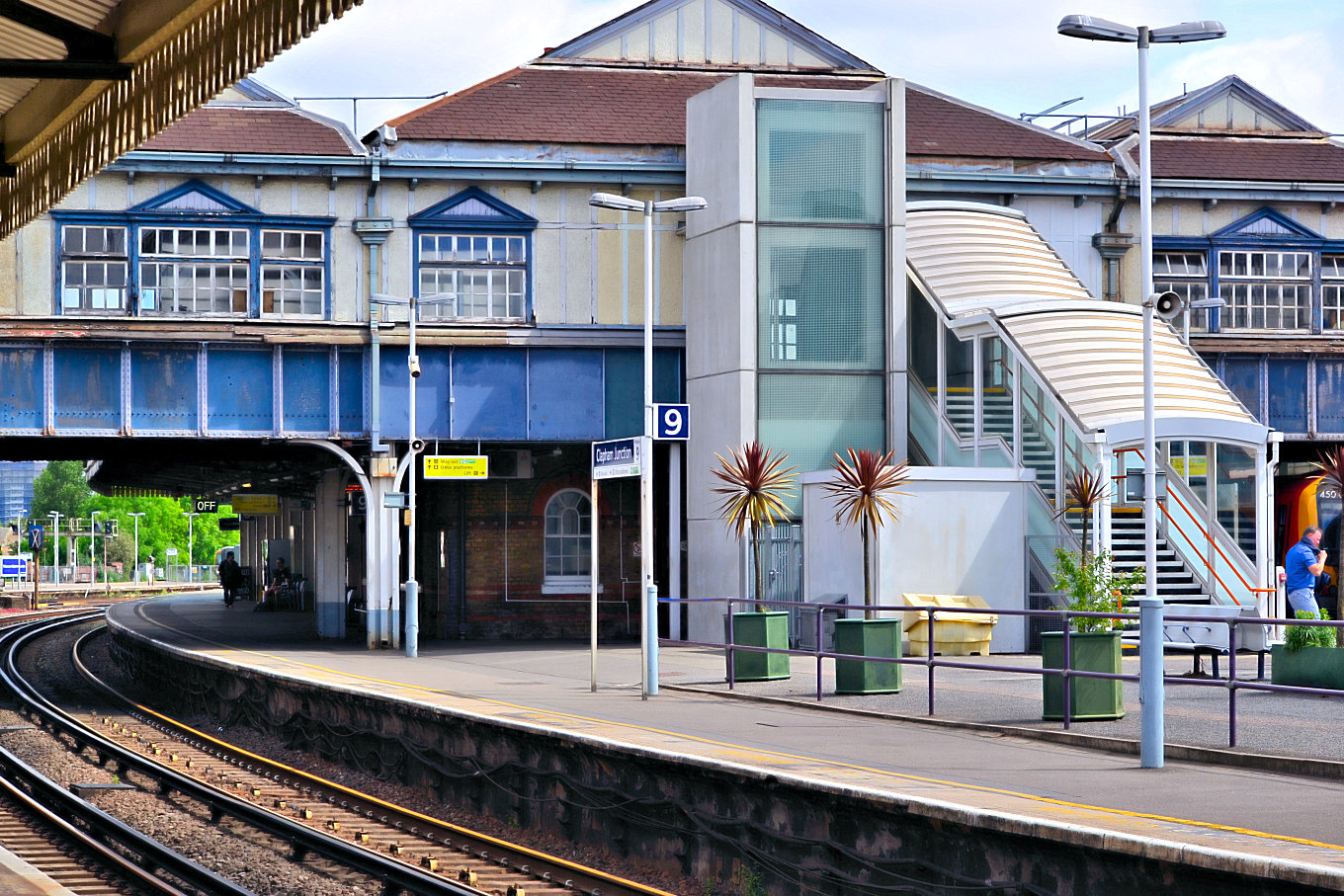
المصاعد في محطة كلافام جانكشن

في أبريل 2010، افتتح خط شرق لندن كجزء من خط لندن أوفرغراوند، مع أربع محطات جديدة يمكن الوصول إليها في شرق لندن. في سبتمبر 2010، أُنجز من أعمال توسيع وإعادة بناء محطة مترو كينجز كروس سانت بانكراس بتكلفة 810 مليون جنيه إسترليني. شمل المشروع عشرة مصاعد جديدة تسمح بالتبادل بدون درجات بين ستة خطوط مترو أنفاق، والوصول إلى مستوى الشارع بالإضافة إلى محطات السكك الحديدية كينجز كروس وسانت بانكراس. في مايو 2011، أُنجز من أعمال تركيب المصاعد في محطة سكة حديد كلافام جانكشن، مما أدى إلى توفير إمكانية الوصول بدون درج إلى أكثر محطات السكك الحديدية الوطنية ازدحامًا في المملكة المتحدة للتبادل بين الخدمات.
في نوفمبر 2010، نشرت جمعية لندن تقريرًا عن إمكانية الوصول إلى وسائل النقل في لندن، موضحة فيه القضايا الحالية ومقدمة توصيات إلى هيئة النقل في لندن ورئيس بلدية لندن. وأوضح التقرير أن قدرًا كبيرًا من شبكة النقل غير قابل للوصول، حيث أن 61 محطة فقط من أصل 270 محطة أنفاق وحوالي ثلث محطات السكك الحديدية البالغ عددها 300 محطة في لندن تتمتع بإمكانية الوصول بدون درج، وحوالي نصف محطات الحافلات في لندن تلبي معايير إمكانية الوصول. وذكر التقرير أيضًا أن العديد من سكان لندن من ذوي "القدرات الحركية المحدودة يعيشون في مناطق حيث تتوفر أقل قدر من الخدمات" وأن "عدد سكان لندن من ذوي القدرات الحركية المحدودة من المقرر أن يرتفع". وأوصى التقرير بأن تستثمر هيئة النقل في لندن ورئيس البلدية في تحسين إمكانية الوصول (مثل جعل المزيد من المحطات خالية من السلالم)، والنظر في التحسينات قصيرة الأجل ومنخفضة التكلفة (مثل المنحدرات اليدوية في محطات المترو وإشراك الأشخاص ذوي الإعاقة عند تدريب سائقي الحافلات). رحبت منظمة النقل للجميع بالتقرير، مشيرة إلى أنه يسلط الضوء على "خطوات بسيطة وغير مكلفة نسبيًا يمكن اتخاذها" لتحسين السفر للأشخاص ذوي الإعاقة. أنكرت هيئة النقل في لندن أنها كانت "تتباطأ"، مشيرة إلى أن التحسينات في إمكانية الوصول كانت جارية بالفعل وأن شبكة الحافلات كانت "الأكثر سهولة في الوصول. في المملكة المتحدة". صرحت هيئة النقل في لندن أن توصيات التقرير سوف يتم دراستها، لكنها أشارت إلى أن القيود المالية حدت من ما يمكنها تقديمه.
أشار تقرير صادر عن مؤسسة Scope الخيرية للأشخاص ذوي الإعاقة إلى أن "ما يقرب من نصف" الأشخاص ذوي الإعاقة يتعرضون للتمييز في وسائل النقل العام. وأشارت أيضًا إلى أن ما يقرب من 40 بالمائة من سكان لندن ذوي الإعاقة "شعروا بأنهم تعرضوا للتمييز من قبل سائق حافلة"، وشعر 32 بالمائة من سكان لندن ذوي الإعاقة بأنهم "تعرضوا للتجاهل من قبل سيارة أجرة أو حافلة كانوا يحاولون إيقافها". انتقد سكوب "الخلفية السلبية" فيما يتعلق بالأشخاص ذوي الإعاقة، مشيرًا إلى أن المناقشات المتعلقة بإصلاح الرعاية الاجتماعية "ركزت على الأشخاص ذوي الإعاقة باعتبارهم متطفلين على الإعانات". وقالت منظمة النقل للجميع إن التقرير أظهر لماذا يجب أن تتجاوز تحسينات إمكانية الوصول إزالة العوائق المادية، وأن تحسين تدريب الموظفين أمر مطلوب.
في عام 2011، تعرضت حافلة New روت ماستر المبتكرة لانتقادات من قبل منظمة Transport for All، مشيرة إلى أن مساحة الكراسي المتحركة كانت صغيرة للغاية. قبل تقديم الحافلة، أجرت هيئة النقل في لندن تغييرات لتحسين التصميم، بما في ذلك إعادة وضع المقاعد وأعمدة اليد لتحسين الوصول إلى مساحة الكراسي المتحركة. اعترفت هيئة النقل في لندن بالفشل في التشاور مع مجموعات ذوي الإعاقة بشأن التصميم. في عام 2012، أُنجز من المرحلة الأولى من برنامج Thameslink (تحسينات على خط السكة الحديدية بين الشمال والجنوب عبر وسط لندن)، مع توفير إمكانية الوصول بدون درجات في محطات مترو فارينغدون وبلاكفرايرز. خلال حملة الانتخابات لمنصب عمدة لندن عام 2012، تعهد مرشح حزب العمال كين ليفينغستون بجعل ثلث محطات مترو الأنفاق متاحة للأشخاص ذوي الإعاقة، من خلال استهداف المحطات في ضواحي لندن. انتقد رئيس البلدية جونسون الاقتراح ووصفه بأنه "غير ممول". أعيد انتخاب جونسون كرئيس لبلدية لندن في مايو 2012.

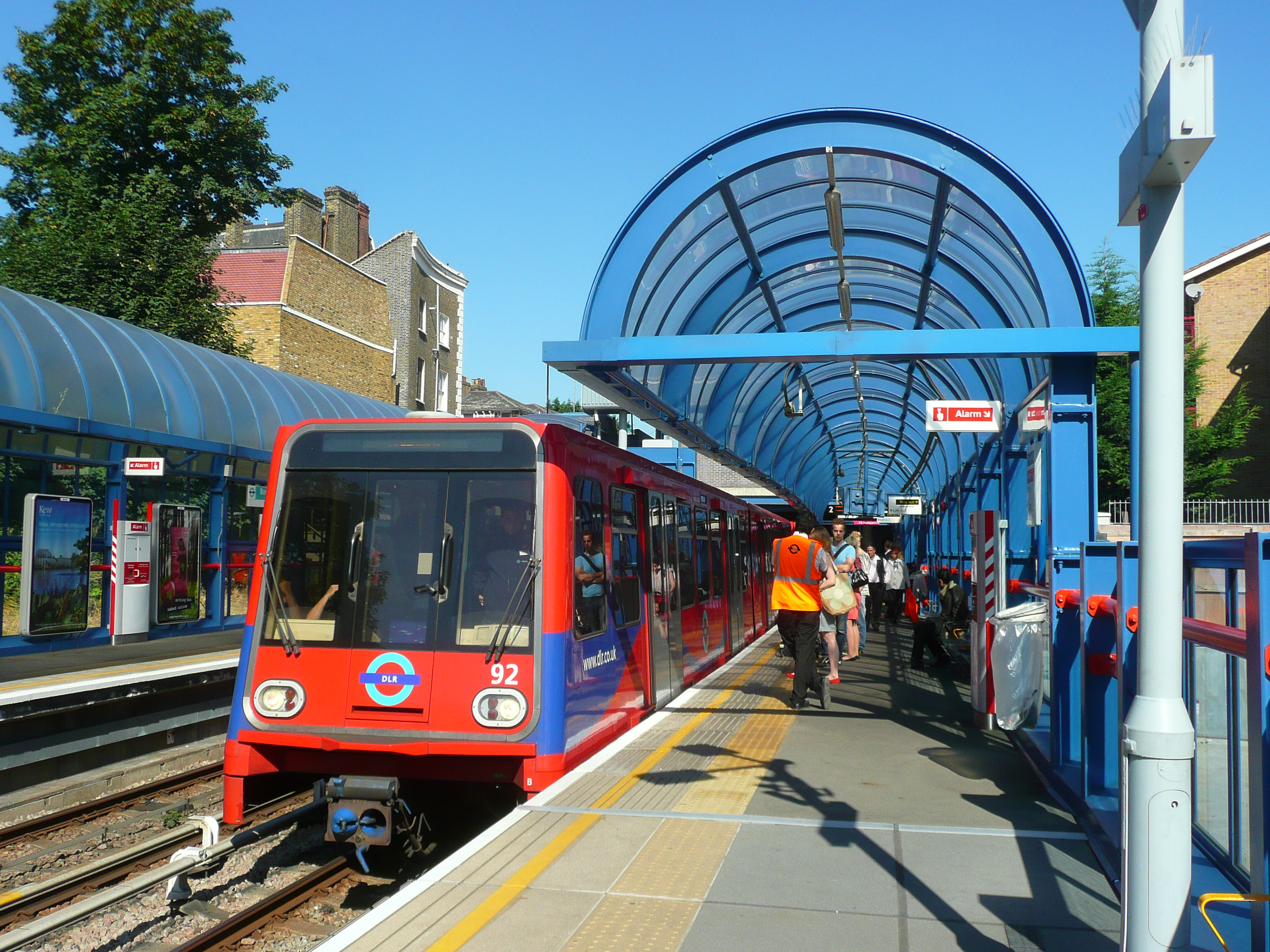
خلال دورة الألعاب الأولمبية لندن 2012، حملت قطارات دوكلاندز الخفيفة (DLR) التي يمكن الوصول إليها بالكامل ضعف عدد الركاب المعتاد.

في صيف عام 2012، استضافت لندن الألعاب الأولمبية والبارالمبية، حيث وصفت هيئة النقل في لندن شبكة النقل بأنها "واحدة من أكثر الشبكات سهولة في الوصول إليها في العالم". استخدم عدد قياسي من الركاب شبكة النقل، أكثر من 30% من المعتاد، ومع ذلك، أفادت وسائل الإعلام بوجود تحديات تواجه بعض مستخدمي الكراسي المتحركة. تم اختيار قطار دوكلاندز الخفيف الذي يمكن الوصول إليه بالكامل للثناء، لأنه خدم كل من الحديقة الأوليمبية وأماكن المنافسة الأخرى في شرق لندن. خلال الألعاب، نقل قطار DLR ضعف عدد ركابه المعتاد. وكجزء من الاستعدادات للألعاب، عمل منظمو الألعاب الأولمبية الشتوية وهيئة تنظيم الألعاب الأولمبية على استراتيجية نقل يسهل الوصول إليها، فضلاً عن إجراء تحسينات كبيرة في إمكانية الوصول إلى البنية الأساسية للنقل بما في ذلك الوصول بدون درج في محطات جرين بارك وهيثرو وستراتفورد. تم الاحتفاظ بمنحدرات الصعود اليدوية في محطات مترو الأنفاق بعد الألعاب، كما ذكرت هيئة النقل في لندن أن الألعاب البارالمبية جعلتها تغير نهجها تجاه المستخدمين ذوي الإعاقة.
أظهر تحقيق أجرته القناة الرابعة أن الهدف الذي حددته هيئة النقل في لندن في عام 2006 لتحقيق "ثلث محطات الأنفاق [بحلول عام 2013] يمكن الوصول إليها بدون درج" قد تم تفويته، حيث أصبحت 66 محطة (حوالي 24 في المائة) متاحة للوصول بدلاً من 90 محطة التي وعدت بها. أكدت هيئة النقل في لندن أن المشروع كان "طموحًا غير ممول من قبل إدارة [عمدة لندن ليفينغستون]"، وأن هيئة النقل في لندن اضطرت إلى التعامل مع القيود المالية الشديدة التي أعقبت الركود وانهيار مشروع الشراكة بين القطاعين العام والخاص في مترو الأنفاق. وتعرضت هيئة النقل في لندن لانتقادات أخرى عندما تبين أن الاستثمار في الوصول بدون درج سوف ينخفض إلى الصفر في عام 2013، حيث انتقدت هيئة النقل للجميع "الافتقار إلى ميزانية مخصصة للوصول بدون درج"، وعلقت على أن "الأشخاص ذوي الإعاقة محرومون من حرية أساسية: السفر كمواطنين متساوين". في ديسمبر 2012، أعلنت هيئة النقل في لندن عن استثمار بقيمة 18 مليون جنيه إسترليني لجعل 95 بالمائة من محطات حافلات لندن في متناول الجميع على مدى السنوات الثلاث المقبلة. في عام 2013، افتتح جسر جديد في محطة إيست كرويدون للسكك الحديدية (محطة السكك الحديدية الوطنية الأكثر ازدحامًا في لندن خارج مناطق الأجرة 1 و2)، مما أدى إلى توفير إمكانية الوصول بدون درج إلى جميع الأرصفة بتكلفة 22 مليون جنيه إسترليني.

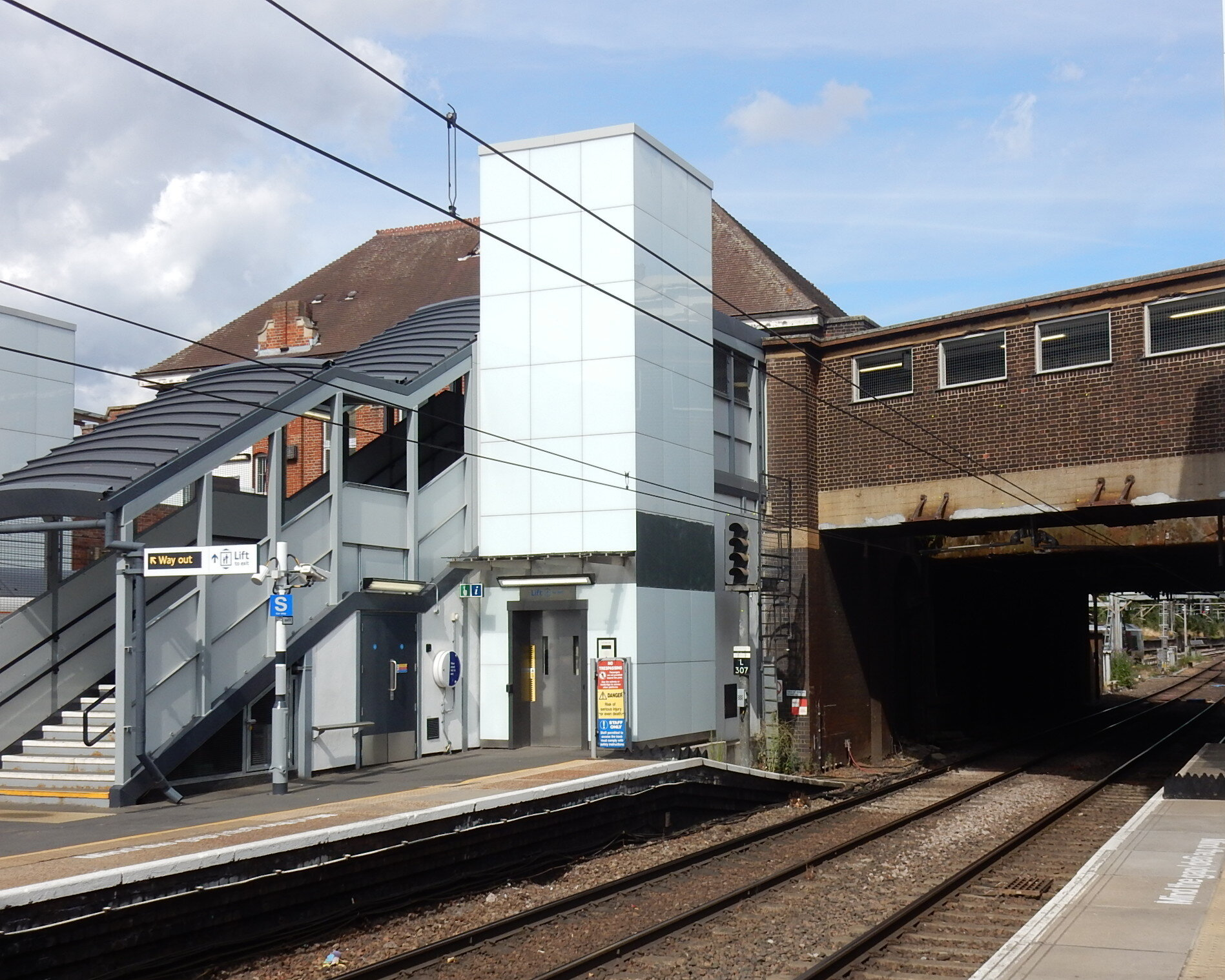
تم تركيب المصاعد في محطة Forest Gate كجزء من مشروع Crossrail

في يوليو 2013، بدأت منظمة النقل للجميع حملة لضمان الوصول بدون درج إلى جميع محطات كروسريل. نظمت احتجاجًا في الذكرى السنوية الأولى لحفل افتتاح الألعاب البارالمبية، وانضمت إليها مجموعات أخرى مثل الأشخاص ذوي الإعاقة ضد التخفيضات. صرحت منظمة النقل للجميع بأنه "لم يعد من المقبول أن يُمنع الأشخاص ذوو الإعاقة وكبار السن من دخول محطاتهم المحلية" وأن إمكانية الوصول يمكن أن تُقدم "بمبلغ لا يتجاوز 0.2% من ميزانية [كروسريل]". كما قدم عضو البرلمان عن منطقة إيلفورد الجنوبية مايك جابيس اقتراحًا مبكرًا للضغط من أجل تحسين إمكانية الوصول. رد مايك براون، مفوض النقل في لندن، بأن هدف هيئة النقل في لندن هو جعل جميع محطات كروسريل متاحة للجميع، وأن "العمل جارٍ لإيجاد حلول وخيارات تمويل" للمحطات السبع التي لا تتوفر بها إمكانية الوصول بدون درج. في أكتوبر 2013، أعلنت هيئة النقل في لندن أن أربع محطات كروسريل في لندن (سفن كينجز، ميريلاند، مانور بارك وهانويل) ستصبح متاحة بتكلفة 19 مليون جنيه إسترليني، وذلك بفضل كفاءة التكلفة وإعادة تخصيص الميزانية. في نوفمبر 2014، أعلنت حكومة صاحبة الجلالة أنها ستوفر 14 مليون جنيه إسترليني لتمويل محطات كروسريل الثلاث المتبقية (لانجلي، تابلو، إيفر) لتصبح في متناول الجميع. وصفت منظمة النقل للجميع هذه الإعلانات بأنها "فوز مذهل للحملة".
في عام 2014، أعربت جماعات الحملة والنقابات العمالية عن مخاوفها بشأن الإغلاق المخطط له لمكاتب تذاكر مترو الأنفاق، وأعربت عن مخاوفها من أن ذلك قد يجعل النقل للأشخاص ذوي الإعاقة أكثر صعوبة. ذكرت هيئة الإذاعة البريطانية (بي بي سي) أن نقص الموظفين أدى إلى إغلاق مصاعد الأنابيب 162 مرة في عام 2013، مع تضاعف نقص الموظفين ثلاث مرات منذ عام 2009. أظهرت معلومات إضافية أن المصاعد في محطة وستمنستر قد أغلقت 99 مرة بسبب أعطال المصاعد، حيث أظهرت البيانات أن المصاعد على طول خط جوبيلي "تضررت بشدة" بسبب الأعطال. أبدت منظمة النقل للجميع مخاوفها من أن يؤدي خفض عدد الموظفين إلى تفاقم إغلاق المصاعد. على الرغم من الإضرابات التي قامت بها النقابات العمالية، بدأت عمليات إغلاق مكاتب التذاكر في عام 2015، حيث أكدت هيئة النقل في لندن أن جميع المحطات ستظل مأهولة بالموظفين، وأن الموظفين سيكونون أكثر وضوحًا ومتاحين لمساعدة الركاب.
في أكتوبر 2014، تحدت بطلة الألعاب البارالمبية ومتسابقة الكراسي المتحركة هانا كوكروفت عمدة المدينة جونسون لقضاء يوم على كرسي متحرك، مدعية أن "الوصول بالكراسي المتحركة في مترو الأنفاق سيئ للغاية" ولن يتمكن العمدة من حضور جميع مواعيده. رفض رئيس البلدية جونسون التحدي، قائلاً إنه يعلم أن "صورة الأشخاص ذوي الإعاقة الذين يتنقلون في العاصمة بعيدة كل البعد عن الكمال". وشكر كوكروفت على جهودها في تسليط الضوء على تحديات إمكانية الوصول، وطلب من هيئة النقل في لندن العمل معها لفهم تحدياتها المحددة. أعلن جونسون لاحقًا عن إنشاء صندوق بقيمة 75 مليون جنيه إسترليني سيتم استخدامه لمطابقة المساهمات المقدمة من المجالس المحلية ومطوري العقارات لتوفير إمكانية الوصول بدون درج في المحطات.
في مارس 2015، تم اختيار محطة بيمليكو لأنفاق الأنفاق لتكون محطة موقع الاختبار لتطبيق "Wayfindr"، وهو تطبيق يساعد الأشخاص ضعاف البصر على التنقل عبر المحطة باستخدام أجهزة تقنية أي بيكون. كانت التجربة ناجحة، مما أدى لاحقًا إلى الحصول على منحة قدرها 700 ألف جنيه إسترليني من جوجل، وتم تثبيت التطبيق في محطات أخرى. في أكتوبر 2015، تم تركيب أول مصعد مائل في مترو الأنفاق في جرينفورد، مما أضاف إمكانية الوصول إلى المحطة بدون درجات. في أبريل 2016، أظهر تقرير صادر عن جمعية Muscular Dystrophy UK أن الأشخاص ذوي الإعاقة يستغرقون وقتًا أطول بأربع مرات لإكمال الرحلات الشائعة في مترو الأنفاق، مع انتقاد التقرير لعدم وجود محطات يمكن الوصول إليها في وسط لندن.
في مايو 2016، انتُخب صادق خان رئيسًا لبلدية لندن، ووعد بـ"تحسين إمكانية الوصول إلى محطات السكك الحديدية والأنفاق"، والنظر في إمكانية الوصول عند تطوير شبكة النقل وصيانتها، والتأكد من أن عمال النقل "يفهمون احتياجات الركاب ذوي الإعاقة وكبار السن". بعد الانتخابات، أعلن رئيس البلدية عن استثمار بقيمة 200 مليون جنيه إسترليني في إمكانية الوصول إلى وسائل النقل لإنشاء 30 محطة إضافية خالية من السلالم على مدى فترة 5 سنوات. ورحب المشاركون في الحملة بشدة بهذا الإعلان، ووصفوه بأنه "انتصار" وأشاروا إلى أنه سيساعد العائلات على السفر حول لندن.
في عام 2017، بدأت هيئة النقل في لندن في تقديم شارة "الرجاء أن تعرض عليّ مقعدًا" للأشخاص ذوي الإعاقات الخفية، بعد نجاح شارة "الطفل على متن الطائرة" التي تم تقديمها في عام 2005. وبعد إجراء بحث أظهر أن الناس لا يتخلون عن مقاعدهم لأولئك الذين يحتاجون إليها، بدأت هيئة النقل في لندن في تشجيع الركاب على البحث عن آخرين قد يحتاجون إلى مقاعدهم. في بعض قطارات الأنفاق والقطارات العلوية، تم تعزيز المقاعد ذات الأولوية بغطاء موكيت يشير إلى أنها مقعد ذو أولوية. بدأت هيئة النقل في لندن في تقديم تدريب على المساواة بين الأشخاص ذوي الإعاقة لموظفيها في عام 2017، وبدأت في توفير لافتات "مميزة ومنفصلة" يمكن الوصول إليها للركاب في عام 2018. في مقابلة مع أخبار البناء، لاحظت هيئة النقل في لندن إدراكها المتزايد بأن إمكانية الوصول تتجاوز مجرد جعل المحطات خالية من السلالم، مشيرة إلى أن تجربة الركاب لشخص مصاب بالتوحد، أو شخص يعاني من ضعف البصر أو شخص يعاني من مشاكل في الحركة ستكون مختلفة تمامًا. وأشارت هيئة النقل في لندن أيضًا إلى أنها ابتعدت عن "الحد الأدنى من لوائح البناء " وكانت تعمل مع مجموعات ذوي الإعاقة. حذرت هيئة النقل في لندن من أن ترقية المحطات الحالية (وخاصة القديمة منها) أمر صعب، بسبب المرافق الموجودة تحت الأرض ونقص المساحة.

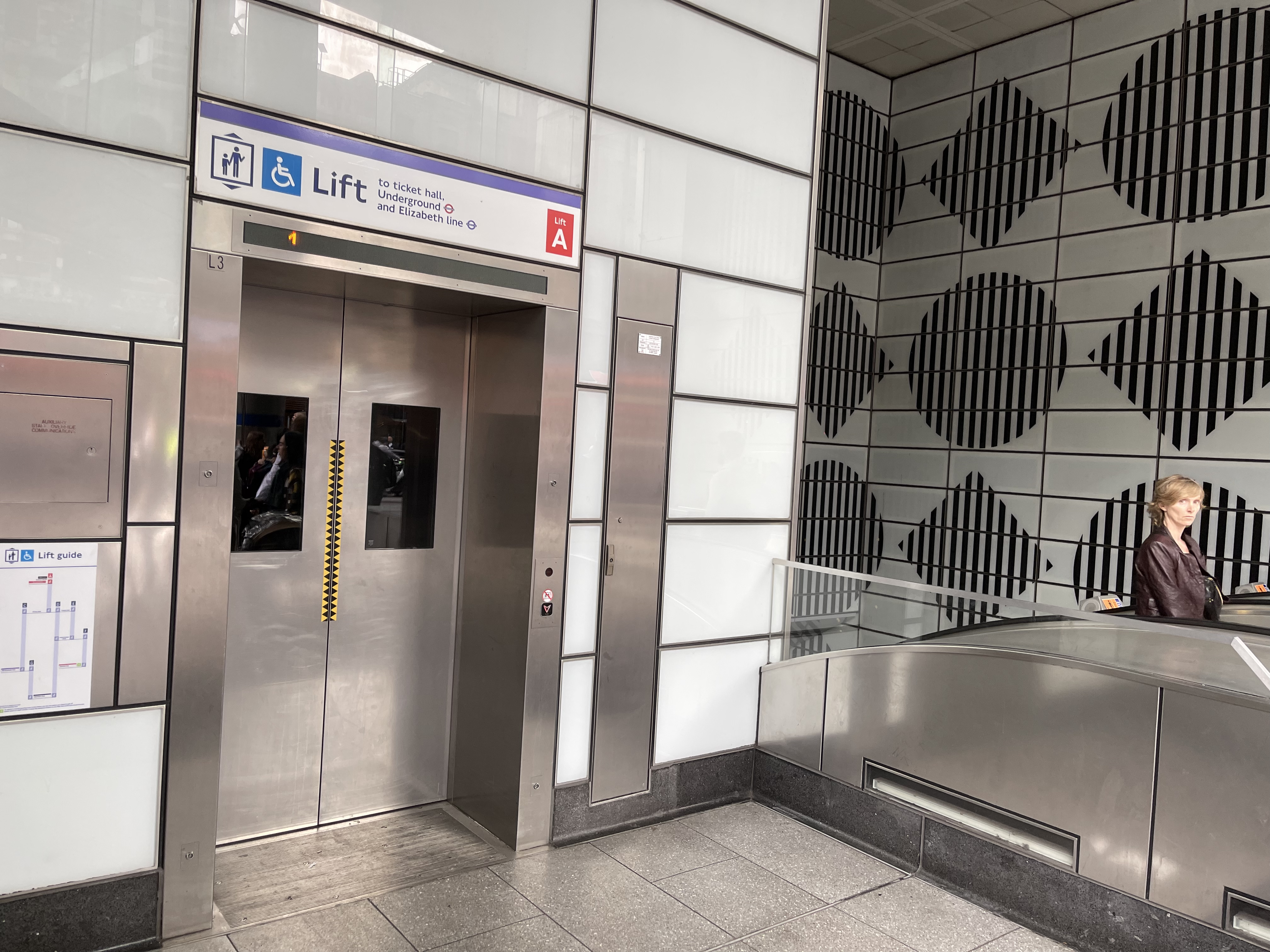
حصل طريق توتنهام كورت على إمكانية الوصول بدون درج إلى الخط الشمالي والوسطى في عام 2017.

في أواخر العقد الأول من القرن الحادي والعشرين، أُنجز من ثلاثة مشاريع بناء رئيسية لتوسيع وتطوير محطات الأنفاق في وسط لندن بعد سنوات من البناء. يتضمن هذا المشروع إضافة إمكانية الوصول بدون درج إلى جميع المحطات الثلاث. اكتمل العمل في محطة مترو توتنهام كورت رود في فبراير 2017 بتكلفة 500 مليون جنيه إسترليني، مع خمسة مصاعد جديدة. أُنجز من العمل في محطة مترو بوند ستريت في نوفمبر 2017 بتكلفة 300 مليون جنيه إسترليني، مع أربعة مصاعد جديدة. أُنجز من العمل في محطة مترو فيكتوريا في أكتوبر 2018 بتكلفة 700 مليون جنيه إسترليني، مع سبعة مصاعد جديدة.
في عام 2018، نشرت وزارة النقل تقريرًا يوضح خطط الحكومة لجعل النقل أكثر شمولاً وسهولة للأشخاص ذوي الإعاقة. حددت هدفًا يتمثل في أن يوفر نظام النقل في المملكة المتحدة "وصولًا متساويًا للأشخاص ذوي الإعاقة" بحلول عام 2030، مع "المساعدة إذا ظلت البنية التحتية المادية تشكل عائقًا". في أغسطس 2018، انتقدت رئيسة لجنة النقل في جمعية لندن كارولين بيجون شركة كروسريل لبناء المحطات المركزية على ارتفاع منصة غير قياسي يبلغ،. سيسمح هذا فقط بالوصول بدون درج من قطارات الفئة 345 أفينترا الجديدة في محطات وسط لندن ومحطات هيثرو، مع ضرورة وجود منحدرات يمكن الوصول إليها للوصول إلى القطار في المحطات خارج لندن. صرح بيدجن أن هذا الافتقار إلى مستوى الصعود من شأنه أن يجعل "رحلات الأشخاص ذوي الإعاقة معقدة وغير ضرورية". في أعقاب التأخيرات وتجاوز التكاليف لمشروع كروسريل، أعلنت هيئة النقل في لندن أن مشروع الترقية والتوسع المخطط له لمحطة مترو كامدن تاون (بما في ذلك توفير الوصول بدون درجات) قد تم إلغاؤه.
أظهرت الأبحاث في عام 2019 أن متوسط تكلفة إضافة إمكانية الوصول بدون درج إلى محطة في لندن كان حوالي 10 ملايين جنيه إسترليني، وهو أرخص بكثير من المدن الأمريكية مثل بوسطن ومدينة نيويورك، ولكنه أكثر تكلفة من المدن الأوروبية مثل مدريد وبرلين. في يناير 2019، وجدت المحكمة العليا للعدل أن مترو أنفاق لندن مارس التمييز ضد أحد نشطاء ذوي الإعاقة، وذلك من خلال الفشل في تقديم معلومات كافية عن المصاعد التي تعمل. وحكم القاضي بأن على مترو أنفاق لندن أن يجعل هذه المعلومات متاحة على نطاق أوسع. اعتذرت إدارة مترو أنفاق لندن، وأقرت بأن "هناك المزيد الذي يتعين القيام به"، وذكرت أن الموظفين أصبحوا الآن قادرين على الإبلاغ عن المصاعد المعطلة إلى مركز التحكم. في مارس 2019، انتقد الناشط في مجال حقوق الأشخاص ذوي الإعاقة آلان بنسون وتيرة التحسينات في إمكانية الوصول إلى وسائل النقل منذ دورة الألعاب الأولمبية والبارالمبية في لندن عام 2012، وقال إن الأشخاص ذوي الإعاقة يجب أن يستمروا في النضال من أجل حقهم في السفر باستخدام وسائل النقل العام. أشاد بنسون بالنتائج الإيجابية لتدريب هيئة النقل في لندن في مجال الإدماج والتصميم من أجل إمكانية الوصول. أعربت هيئة النقل في لندن عن استعدادها للاستماع إلى الانتقادات والاقتراحات، في حين أشارت إلى أن نقص التمويل الحكومي جعل التحسينات واسعة النطاق صعبة. في مايو 2019، أظهرت الأبحاث أن الرحلات في لندن تستغرق ضعف الوقت تقريبًا لمستخدمي الكراسي المتحركة.

### عشرينيات القرن الحادي والعشرين
في أوائل عام 2020، أُنجز من أعمال إعادة بناء المدخل وتوفير الوصول بدون درج في محطة سكة حديد تويكنهام، بعد تفويت الموعد النهائي الأولي لكأس العالم للرجبي 2015.
في مارس 2020، نشرت جمعية لندن تقريرًا حول النقل الميسر والشامل في لندن، موضحة فيه القضايا ومقدمة توصيات إلى هيئة النقل في لندن ورئيس بلدية لندن. وأوضح التقرير أن السفر بالنسبة للأشخاص ذوي الإعاقة وكبار السن أصبح أكثر صعوبة بسبب الحواجز القائمة، وأنه عندما يتعطل المصعد أو تصبح المسارات غير متاحة، فإن ذلك "يؤدي إلى تفاقم المشاكل التي يواجهونها"، مما يجعل الرحلات أطول أو يترك الناس عالقين. ولذلك أوصى التقرير بإجراء تحسينات كبيرة في مجال الاتصالات، بما في ذلك المعلومات في الوقت الفعلي حول إمكانية الوصول بدون درج ومساعدة الموظفين. وانتقد التقرير أيضًا خدمات اطلب رحلة وبطاقة التاكسي "غير المتسقة وغير الموثوقة"، وأوصى بأن تقوم هيئة النقل في لندن بإجراء مراجعة لتحديد التحسينات. وتضمنت التوصيات الأخرى أن تستخدم هيئة النقل في لندن الأشخاص ذوي الإعاقة وكبار السن لإعلام تخطيط وتصميم البنية التحتية والخدمات في المستقبل، وأن تعمل هيئة النقل في لندن وشبكة السكك الحديدية ومشغلي النقل الآخرين معًا على التدريب الموحد بشأن الإعاقة والمساواة والإدماج. أطلقت هيئة النقل في لندن بعد ذلك مشاورات بشأن أولويات الوصول بدون درج، استفسارًا عما إذا كان ينبغي إنفاق أموال محدودة على تركيب الوصول بدون درج في محطة واحدة معقدة في وسط لندن، أو في العديد من المحطات الصغيرة أو المتوسطة الحجم خارج وسط لندن. نُشرت نتائج المشاورة في عام 2022، حيث أشار المستجيبون إلى أن زيادة عدد المحطات التي يمكن الوصول إليها بسهولة من شأنها أن تؤدي إلى المزيد من الرحلات، وأنهم يرغبون في ملء "فجوات" كبيرة في الشبكة دون وجود أي محطة خالية من الدرجات. وأشار المستجيبون أيضًا إلى المحطات التي يجب أن تكون خالية من السلالم، بما في ذلك نقاط التبادل والمحطات في مراكز المدن.
في عام 2020، وبعد انهيار الدخل بسبب جائحة كوفيد-19، أوقفت هيئة النقل في لندن أعمال التصميم الخاصة بإمكانية الوصول بدون درجات في المستقبل في محطات نورثولت وبيرنت أوك وهانجر لين. تم أيضًا إلغاء التطوير والتوسع المخطط لمحطة هولبورن (بما في ذلك توفير الوصول بدون درج). وقد انتقدت هيئة النقل للجميع هذه التأخيرات والإلغاءات، حيث ردت هيئة النقل في لندن بأن الوباء كان له "تأثير كارثي. على تمويل هيئة النقل في لندن". كما تم انتقاد التأخير في إكمال مشروع كروسريل، حيث أشار أحد مستخدمي الكراسي المتحركة إلى أنه انتقل خصيصًا إلى وولويتش تحسبًا لافتتاح كروسريل.
في عام 2021، افتتح امتداد الخط الشمالي إلى باترسي، مما أضاف محطتين جديدتين يمكن الوصول إليهما في المنطقة 1. وانتقد نشطاء حقوق ذوي الإعاقة المحطات الجديدة، حيث ذكر آلان بنسون أن المصاعد كانت صغيرة للغاية وكانت مثل "فكرة ثانوية مضغوطة". اعتذرت هيئة النقل في لندن، مؤكدة أنها ستأخذ التعليقات بعين الاعتبار وستجري التغييرات. وصفت سيان بيري، عضو جمعية لندن، الإخفاقات بأنها "مخيبة للآمال"، ووصف سكوب المشروع بأنه "فرصة ضائعة". في عام 2022، أظهرت بيانات هيئة النقل في لندن أن نقص الموظفين في بعض المحطات كان "متكررًا" مما أدى إلى عدم توفر الوصول بدون درج. خشي المشاركون في الحملة من أن الركاب "يُقال لهم خطأً أن [المصاعد] معيبة"، إلا أن هيئة النقل في لندن أصرت على أنها "تعلن دائمًا عن السبب بشكل صحيح" إذا لم يكن الوصول بدون درج متاحًا.

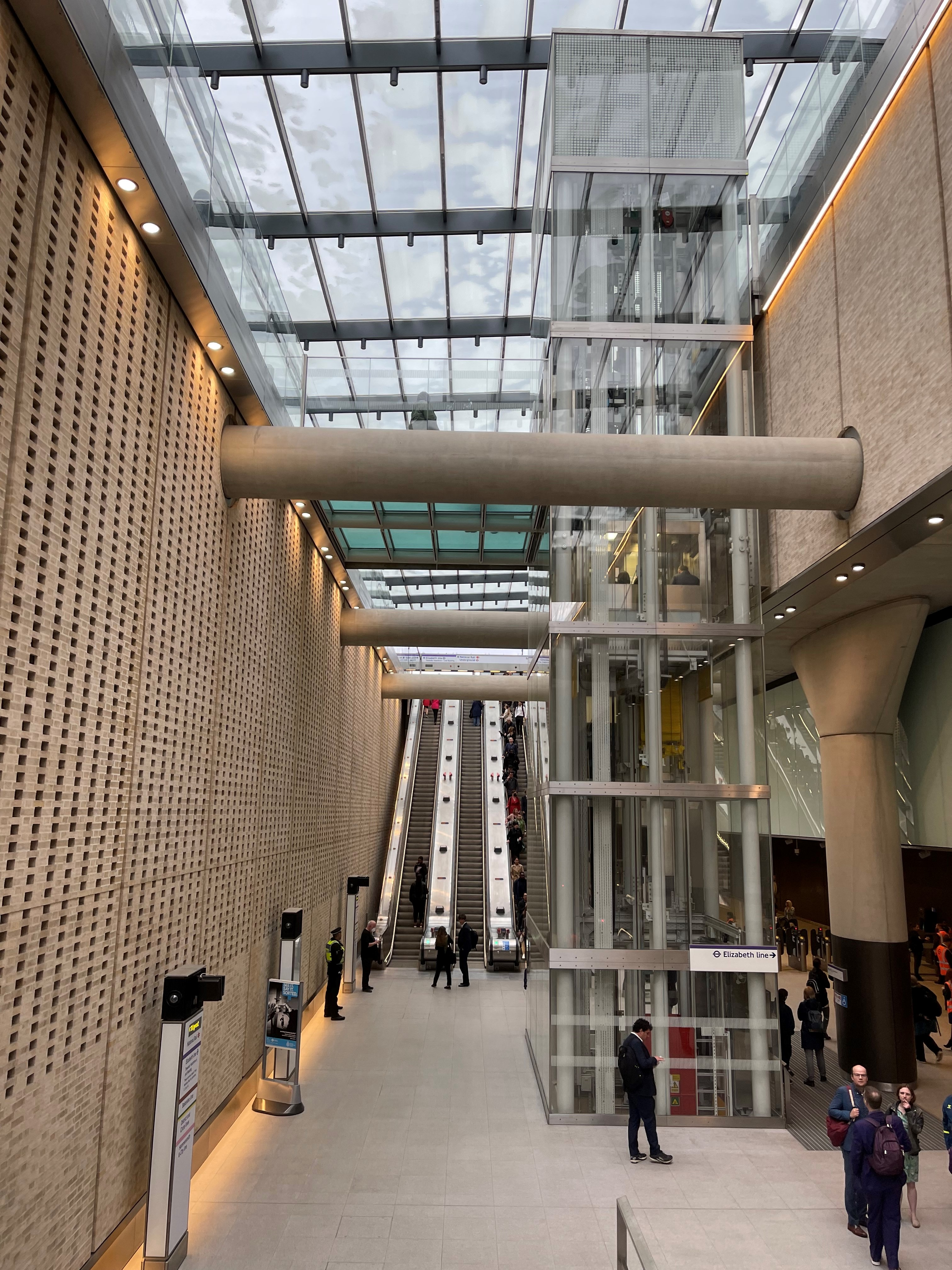
محطة خط بادينغتون إليزابيث، التي افتتحها في مايو 2022

في مايو 2022، افتتح القسم المركزي من خط إليزابيث (الذي تم بناؤه كمشروع كروسريل)، مع 10 محطات جديدة في وسط وشرق لندن. تشمل جميع هذه المحطات إمكانية الوصول بدون درج من الشارع إلى القطار، مع جعل محطات التبادل مثل وايت تشابل أيضًا خالية من الدرجات. بحلول مايو 2023، تم تمديد خط إليزابيث إلى الشرق والغرب، تضمنت أعمال البناء إضافة مصاعد ومنحدرات إلى أي محطة غير قابلة للوصول إليها على الطريق، ومع ذلك فإن ارتفاعات المنصة غير القياسية تعني أن الصعود المستوي غير ممكن في هذه المحطات الخارجية ويجب استخدام منحدرات الصعود اليدوية للصعود إلى القطارات. أشاد المشاركون بالجهود المبذولة في تصميم الخط، مشيرين إلى "العدد الكبير من المصاعد"، ومع ذلك، انتقد الافتقار إلى الصعود المستوي في المحطات الخارجية. كما أثيرت مخاوف بشأن أن محطة شجرة البلوط القديمة المشتركة المستقبلية (التي سيتم بناؤها كجزء من مشروع High Speed 2) لن يكون بها صعود مستوي عندما يافتتحها في ثلاثينيات القرن الحادي والعشرين.
في فبراير 2023، أُنجز من أعمال تطوير وتوسيع محطة مترو بنك بتكلفة 700 مليون جنيه إسترليني. وشمل ذلك الوصول بدون درج إلى الخط الشمالي، وتحسين الوصول إلى قطار دوكلاندز الخفيف. بسبب الانحناء الشديد في منصات الخط المركزي، هناك فجوة كبيرة بين القطار والمنصة. وبسبب هذا، لم يتم اقتراح أعمال الوصول بدون درجات للخط المركزي، حيث ستكون التكلفة باهظة وسيكون من الصعب على الركاب استخدامه.
في أبريل 2023، أُنجز من أعمال الوصول بدون درجات إلى منصات السكك الحديدية الوطنية في محطة فينسبري بارك، بعد الانتهاء من الوصول بدون درجات لمحطة مترو الأنفاق في عام 2019. في يوليو 2023، أعلنت هيئة النقل في لندن عن الدفعة التالية من المحطات التي يمكن أن تصبح خالية من السلالم، اعتمادًا على التمويل المتاح. وأشارت هيئة النقل في لندن أيضًا إلى أنها كانت تعمل مع المطورين لتمويل مخططات الوصول بدون درج عندما يحدث التطوير بجوار المحطات. في نوفمبر 2023، أُنجز من مشروع بقيمة 249 مليون جنيه إسترليني لتوسيع وتحديث محطة سكة حديد مطار جاتويك، مع خمسة مصاعد جديدة تعمل على تحسين الوصول إلى وإلى محطات المطار. في ديسمبر 2023، أكدت الحكومة تخصيص 43 مليون جنيه إسترليني لتمويل ترقية محطتي كولينديل وليتون، مع حصول كلتا المحطتين على إمكانية الوصول بدون درج.
في فبراير 2024، نشرت هيئة النقل في لندن خطة جديدة لجعل شبكة النقل أكثر شمولاً وسهولة في الوصول إليها. تضمنت الالتزامات في الخطة زيادة عدد المحطات ذات الوصول بدون درج، وإضافة مقاعد ذات أولوية للحافلات، والنظر في توفير الاتصالات بلغة الإشارة البريطانية والعمل على جدوى زيادة توفير المراحيض العامة. أعلنت هيئة النقل في لندن (هيئة النقل في لندن) أن تجربة "المنحدرات الصغيرة" في المحطات كانت ناجحة، ونشرت في أكثر من 45 محطة على الشبكة. تشكل هذه "المنحدرات الصغيرة" جسرًا حيث تبقى خطوة صغيرة أو فجوة بين القطار والمنصة. في أغسطس 2024، أعلنت هيئة النقل في لندن أن العمل على جدوى عدم وجود درج قد بدأ في دفعة أخرى من المحطات. وشمل ذلك كوليرز وود وتوتينج برودواي، بعد العمل لفهم أفضل السبل لجعل المحطات على الخط الشمالي في جنوب لندن في متناول الجميع.

## مترو أنفاق لندن

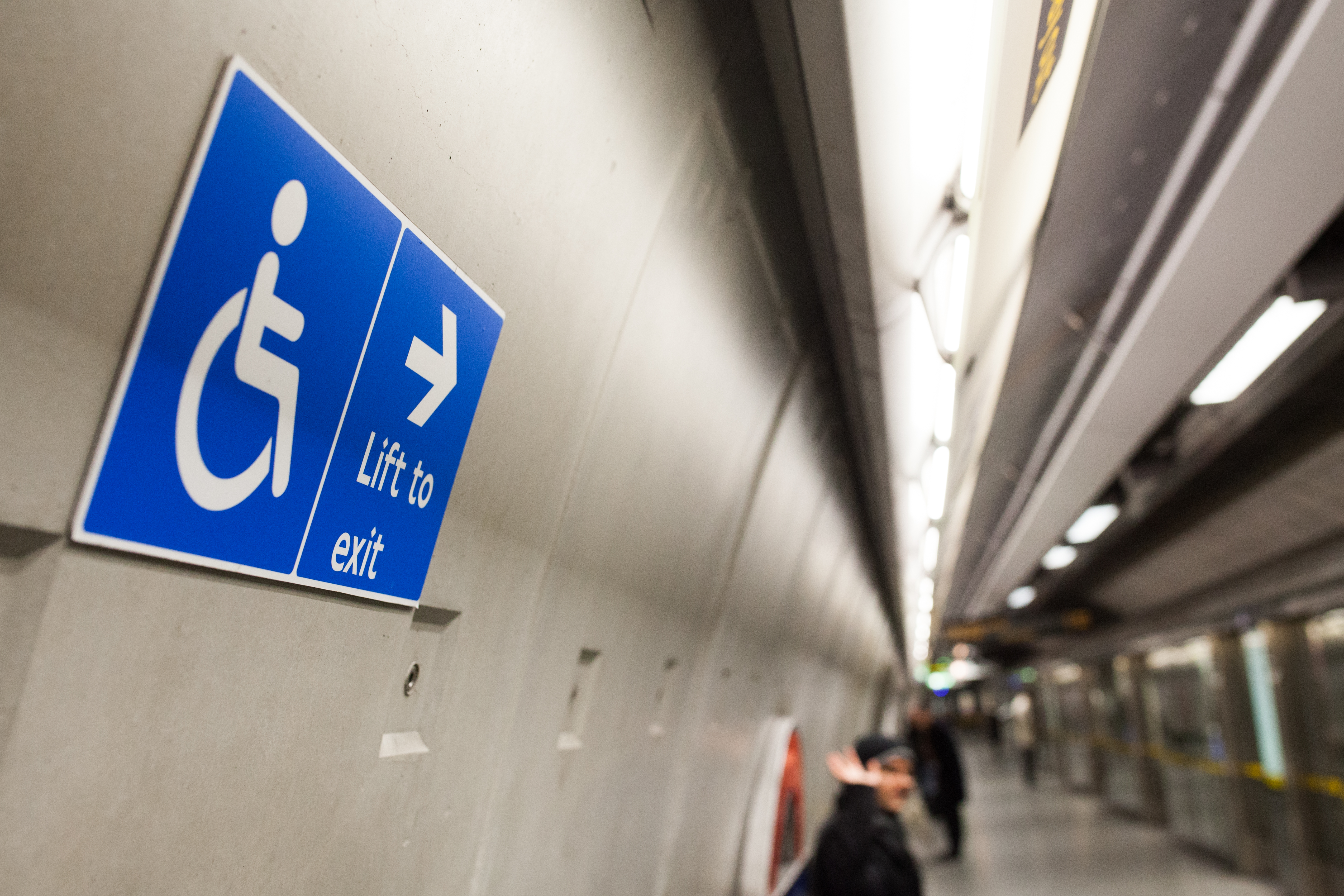
علامة توضح الاتجاه نحو المصعد

### محطات
اعتبارًا من فبراير 2024، يُمكن الوصول إلى 92 محطة من محطات مترو أنفاق لندن (33%) من الشارع وحتى مستوى الرصيف. تتوفر منحدرات صعود ومرتفعات رصيف مرتفعة في المحطات للسماح بالوصول إلى القطار في الأماكن التي لا يتوفر فيها وصول على مستوى الأرض. يتم توفير الوصول بدون درج باستخدام المصاعد والمصاعد المائلة والوصول على مستوى الأرض والمنحدرات المناسبة لكل محطة. تتميز جميع محطات الشبكة بميزات سهولة وصول بسيطة مثل شرائط الرصيف اللمسية ومعلومات الركاب السمعية والبصرية وبوابات التذاكر العريضة واللافتات الواضحة ونقاط المساعدة المزودة بحلقات سمعية. تُحذر المحطات ذات الفجوات الكبيرة بين القطار والرصيف الركاب بإعلان "انتبه للفجوة" الشهير.
نظرًا لأن العديد من المحطات القديمة تقع على عمق كبير تحت الأرض وتم بناؤها قبل أن يتم أخذ إمكانية الوصول في الاعتبار، فغالبًا ما يكون من الصعب والمكلف تركيب المصاعد في محطات المترو الحالية. تحتوي العديد من المحطات القديمة مثل محطة كوفنت جاردن على مصاعد، على الرغم من وجود سلالم وسيطة للوصول إلى قاعة التذاكر أو المنصات. وبالتالي، فإن هذه المحطات غير قابلة للوصول إليها، على الرغم من استخدام المصاعد. لم تتطلب بعض المحطات أي أعمال لجعلها خالية من السلالم، على سبيل المثال، الوصول المستوي من الشارع إلى كيو غاردنز، أو الوصول المباشر إلى المنصة من المصاعد في كاليدونيان رود التاريخية.
في العقود الأخيرة، بُذلت جهود كبيرة لتحسين إمكانية الوصول عبر مترو الأنفاق، مع تمديد خط اليوبيل الذي يتضمن مصاعد منذ افتتاحه في عام 1999، وأصبحت محطات التبادل الرئيسية مثل كينجز كروس سانت بانكراس وفيكتوريا وجرين بارك خالية من السلالم.

#### محطات مستقبلية يمكن الوصول إليها
- نايتسبريدج، قيد الإنشاء، سيتم تأكيد تاريخ الافتتاح (كان من المقرر في الأصل أن يكون في عام 2024)[275][276]
- كولينديل، أعيد افتتاح المحطة في ديسمبر 2024 بعد الانتهاء من المرحلة الأولى - تم إعادة بناء الدرج ولكن المدخل الجديد لا يزال غير مكتمل.[277]
- نورثولت – قيد الإنشاء، ومن المقرر افتتاحه في عام 2026[278]
- ليتون، من المقرر أن يبدأ البناء في عام 2025[279]
- إليفانت وكاسل (الخط الشمالي)، قيد الإنشاء، ومن المقرر افتتاحه في ثلاثينيات القرن الحادي والعشرين[280]
- جنوب كينسينغتون (خطوط الدائرة والمنطقة)، تطوير عقاري معلق[281][282]

كجزء من مشروع High Speed 2، من المقرر أن تصبح محطتي يوستن ويوستن سكوير في متناول الجميع. في عام 2023، أعلنت هيئة النقل في لندن أن تسع محطات إدراجت في القائمة المختصرة باعتبارها المحطات التالية التي جعلت خالية من السلالم، اعتمادًا على التمويل المتاح. هذه المحطات هي ألبرتون، أرنوس جروف، بيرنت أوك، إيستكوت، فينشلي رود، نورث أكتون، راينرز لين، ويست هامبستيد ووايت سيتي. في عام 2024، أعلنت هيئة النقل في لندن أن أعمال الجدوى الخالية من السلالم قد بدأت في سبع محطات أخرى، كوليرز وود، وكروكسلي، وإيست فينشلي، ونيسدن، ونورثوود، وتوتينج برودواي، وترنهام جرين.

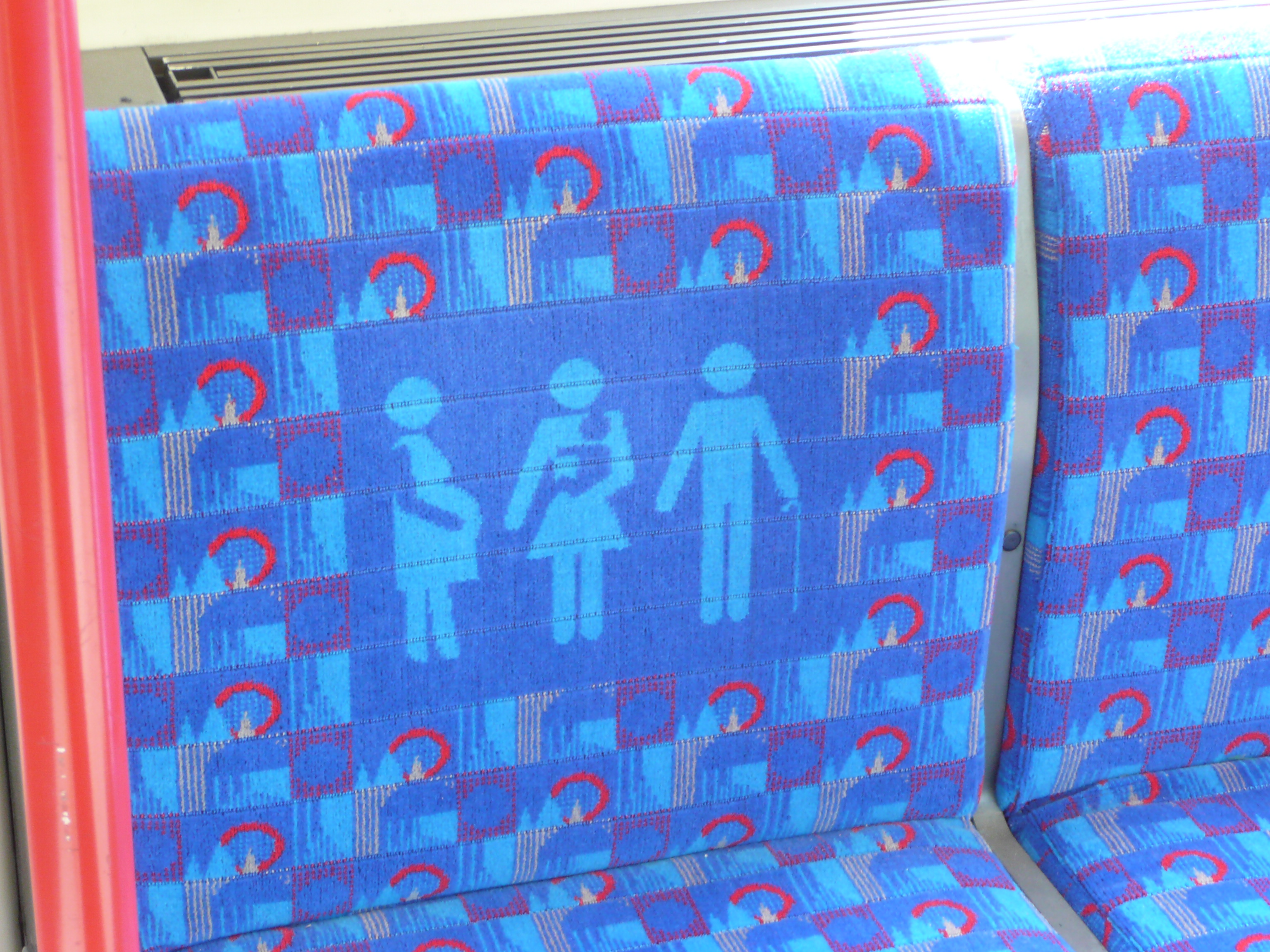
موكيت يشير إلى مقعد الأولوية

منذ عام 1999، كان لزاماً على جميع عربات المترو الجديدة أن تتوافق مع لوائح إمكانية الوصول التي تتطلب أشياء مثل إمكانية الوصول ومساحة للكراسي المتحركة، وحجم وموقع أدوات التحكم في الأبواب. يجب على جميع قطارات المترو أن تمتثل للوائح إمكانية الوصول إلى مركبات السكك الحديدية (نظام السكك الحديدية غير المتداخل) لعام 2010 (RVAR 2010) بحلول عام 2020. تحتوي جميع عربات القطارات على إعلانات سمعية وبصرية آلية للمحطة.
- مساحات مخصصة للكراسي المتحركة
- مساحة متعددة الأغراض مع مقاعد قابلة للطي
- مقاعد ذات أولوية لمن يحتاج إليها
- أعمدة الباب المركزية المزاحة
- أبواب القطارات الواسعة
- الإعلانات السمعية والبصرية
- التباين بين الأسطح والجدران والمقاعد وأعمدة الإمساك

## السكك الحديدية الوطنية

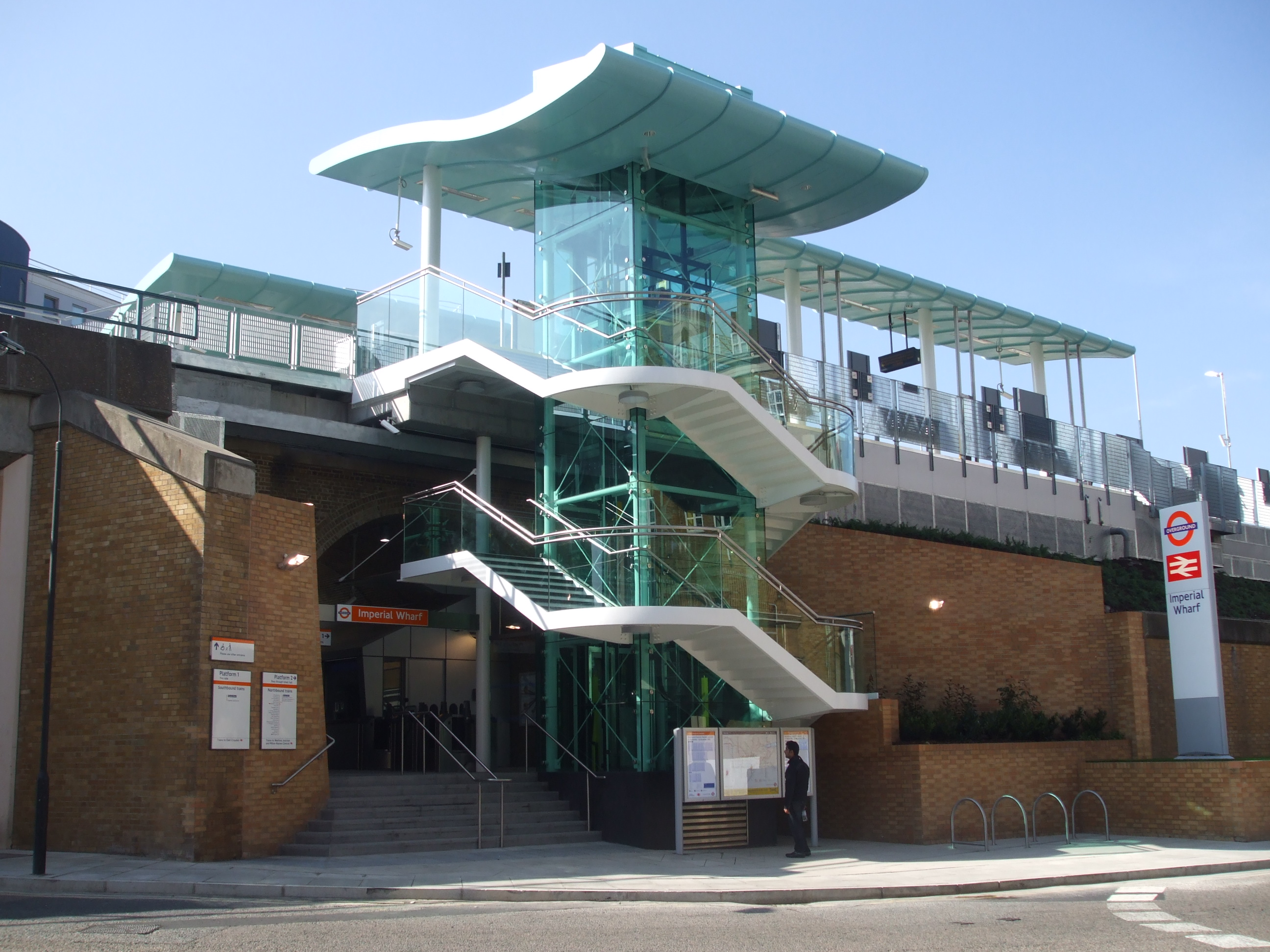
السلالم والمصاعد في محطة إمبريال وارف

### قطار لندن أوفرغراوند
اعتبارا من سبتمبر، يمكن الوصول إلى 62 محطة لندن فوق الأرض (54٪). عادة ما تكون محطات فوق الأرض المتاحة متاحة فقط من الشارع إلى المنصة، مع استخدام ريمب الكرسي المتحرك للوصول إلى القطار بسبب مجموعة متنوعة من، في المملكة المتحدة. يتم توفير الوصول بدون خطوات باستخدام المصاعد والوصول المستوي والمرصبات حسبما هو مناسب لكل محطة. تتميز جميع المحطات بميزات الوصول إلى الوصول الصغيرة مثل معلومات الركاب السمعي والبصرية، وبوابات التذاكر الواسعة، والإشارة الواضحة، ونقاط المساعدة مع حلقات السمع.
تتعاون هيئة النقل في لندن (هيئة النقل في لندن) بشكل وثيق مع شركة إدارة البنية التحتية Network Rail لإضافة إمكانية الوصول بدون درج إلى محطات قطار لندن أوفرغراوند، وتسعى للحصول على تمويل من برنامج "الوصول للجميع" التابع لوزارة النقل بالإضافة إلى أحياء لندن ومطوري العقارات.

### خط إليزابيث

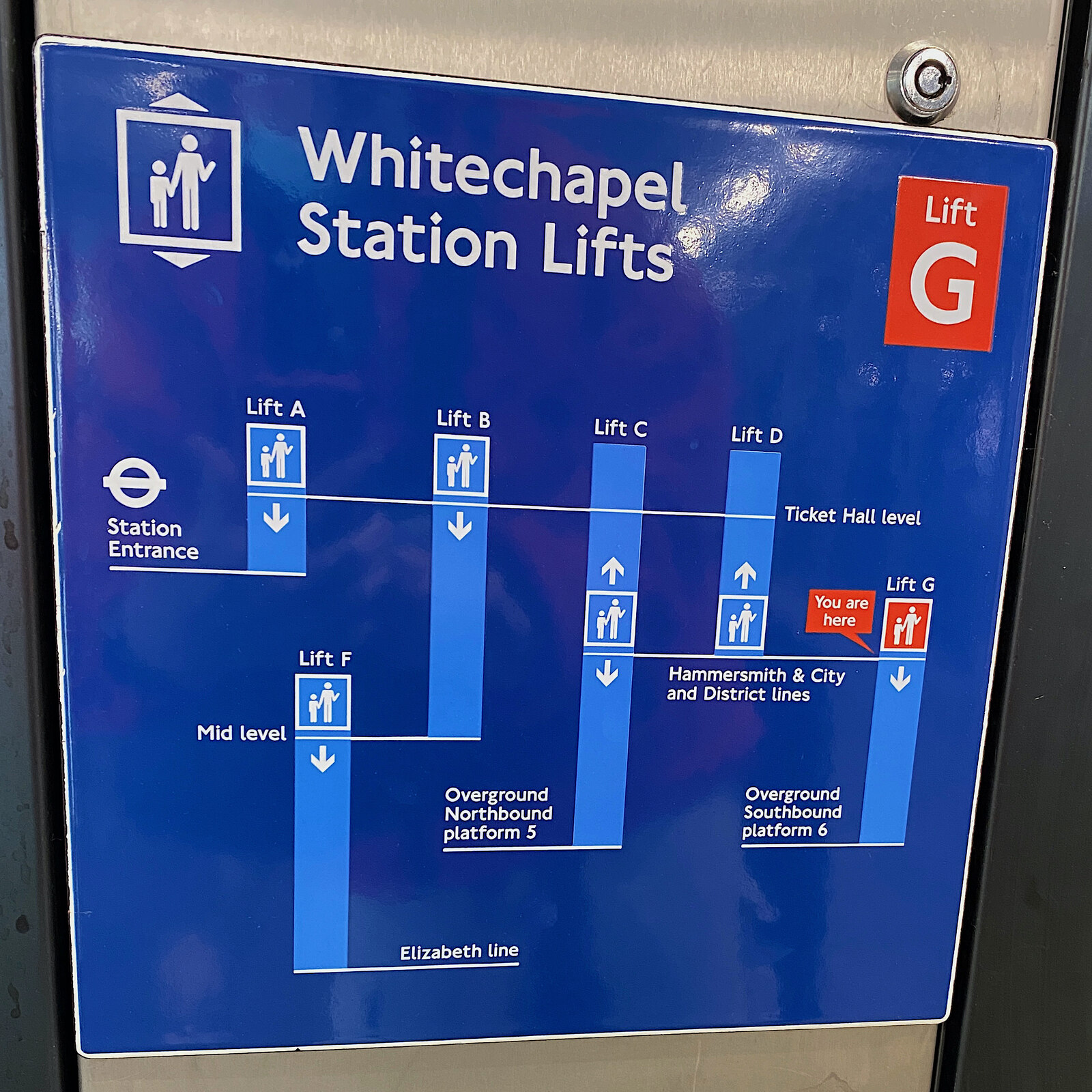
رسم تخطيطي يوضح المصاعد في محطة وايت تشابل

يمكن الوصول إلى جميع محطات خط إليزابيث البالغ عددها 41 محطة من الشارع إلى مستوى المنصة، مع وجود 13 محطة (في وسط لندن وفي مطار هيثرو) تتمتع بإمكانية الوصول على مستوى واحد بين القطارات والمنصات. تتوفر منحدرات الصعود في المحطات للسماح بالوصول إلى القطار حيث لا يتوفر الوصول المستوي. يتم توفير الوصول بدون درجات باستخدام المصاعد والمصاعد المائلة والوصول المستوي والمنحدرات حسب ما يناسب كل محطة. تتميز جميع المحطات على الشبكة بميزات سهولة الوصول البسيطة مثل شرائط المنصة اللمسية، ومعلومات الركاب السمعية والبصرية، وبوابات التذاكر الواسعة، واللافتات الواضحة ونقاط المساعدة مع حلقات الحث الصوتي.

### السكك الحديدية الوطنية
يتم إدارة غالبية محطات السكك الحديدية في لندن من قبل شركات تشغيل القطارات، مع إدارة العديد من المحطات الكبرى من قبل شركة Network Rail بشكل مباشر. عادةً ما تكون محطات السكك الحديدية الوطنية التي يمكن الوصول إليها متاحة فقط من الشارع إلى الرصيف، مع استخدام منحدرات الكراسي المتحركة للوصول إلى القطار نظرًا لاختلاف ارتفاعات الرصيف في المملكة المتحدة. في عام 2006، أطلقت وزارة النقل برنامج "الوصول للجميع"، والذي يوفر التمويل اللازم لجعل المحطات الحالية في متناول الجميع، بالإضافة إلى توفير تحسينات طفيفة في إمكانية الوصول. تتعاون هيئة النقل في لندن مع أحياء لندن لتقديم عطاءات للحصول على تمويل "الوصول للجميع" لمحطات السكك الحديدية الوطنية ومحطات السكك الحديدية فوق الأرض في لندن.
تستخدم محطات السكك الحديدية الوطنية الجديدة (مثل Brent Cross West، التي افتتحها في عام 2023) منحدرات أو مصاعد يمكن الوصول إليها لتوفير إمكانية الوصول إلى المنصات بدون درجات.

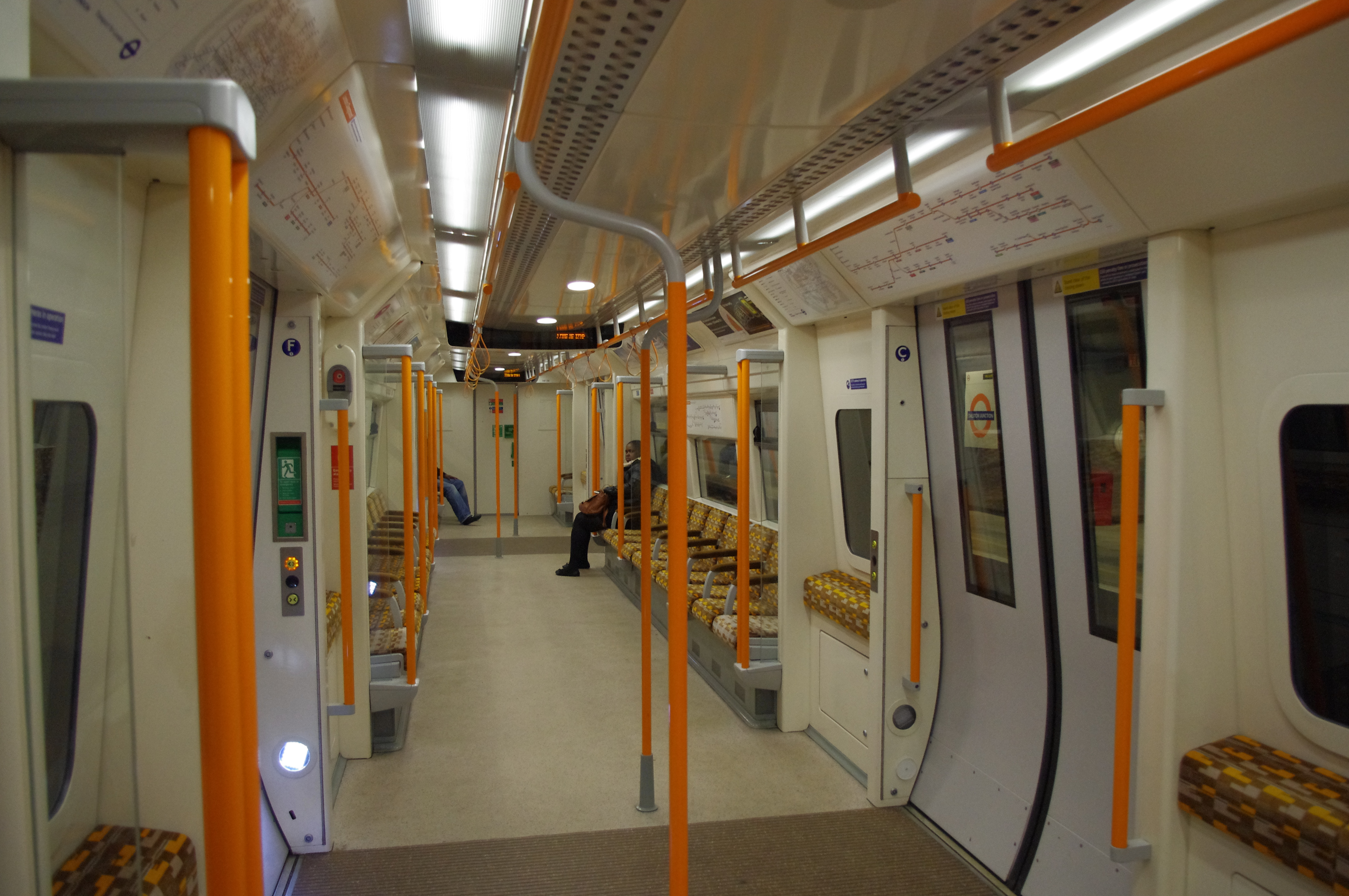
الجزء الداخلي من قطار لندن أوفرغراوند الفئة 378

منذ عام 1999، كان لزاماً على جميع القطارات الجديدة التابعة للسكك الحديدية الوطنية أن تتوافق مع لوائح إمكانية الوصول التي تتطلب أشياء مثل إمكانية الوصول ومساحة للكراسي المتحركة، وحجم وموقع أدوات التحكم في الأبواب. يجب على جميع القطارات أن تمتثل للوائح إمكانية الوصول إلى مركبات السكك الحديدية (نظام السكك الحديدية غير المتداخل) لعام 2010 (RVAR 2010) بحلول عام 2020. تحتوي جميع عربات القطارات المستخدمة في لندن على إعلانات سمعية وبصرية آلية للمحطة.
تتمتع المركبات المتحركة الأحدث مثل الفئة 378 (كما تستخدم في لندن أوفرغراوند) والفئة 345 (كما تستخدم في خط Elizabeth) بمجموعة واسعة من ميزات إمكانية الوصول بما في ذلك:
- مساحات مخصصة للكراسي المتحركة
- مساحة متعددة الأغراض مع مقاعد قابلة للطي
- مقاعد ذات أولوية لمن يحتاج إليها
- أبواب القطارات الواسعة
- الإعلانات السمعية والبصرية
- التباين بين الأسطح والجدران والمقاعد وأعمدة الإمساك

### محطات مستقبلية يمكن الوصول إليها
العمل جارٍ لتوفير إمكانية الوصول بدون درج في محطات قطار لندن أوفرغراوند والسكك الحديدية الوطنية التالية:
- بروندسبري
- هاكني داونز
- بيكهام راي
- كوينز بارك
- الأخوات السبع (قطار لندن أوفرغراوند فقط)
- أرصفة ساري[295]

في مايو 2024، حصلت بوشي، ودالستون كينجزلاند، وجونرزبري، وكيو بريدج، وكيدبروك، وراينز بارك، وساوث كرويدون، وأبمينستر على تمويل لأعمال دراسة الجدوى الخاصة بمشروع الوصول للجميع.

## سكة حديد دوكلاندز الخفيفة

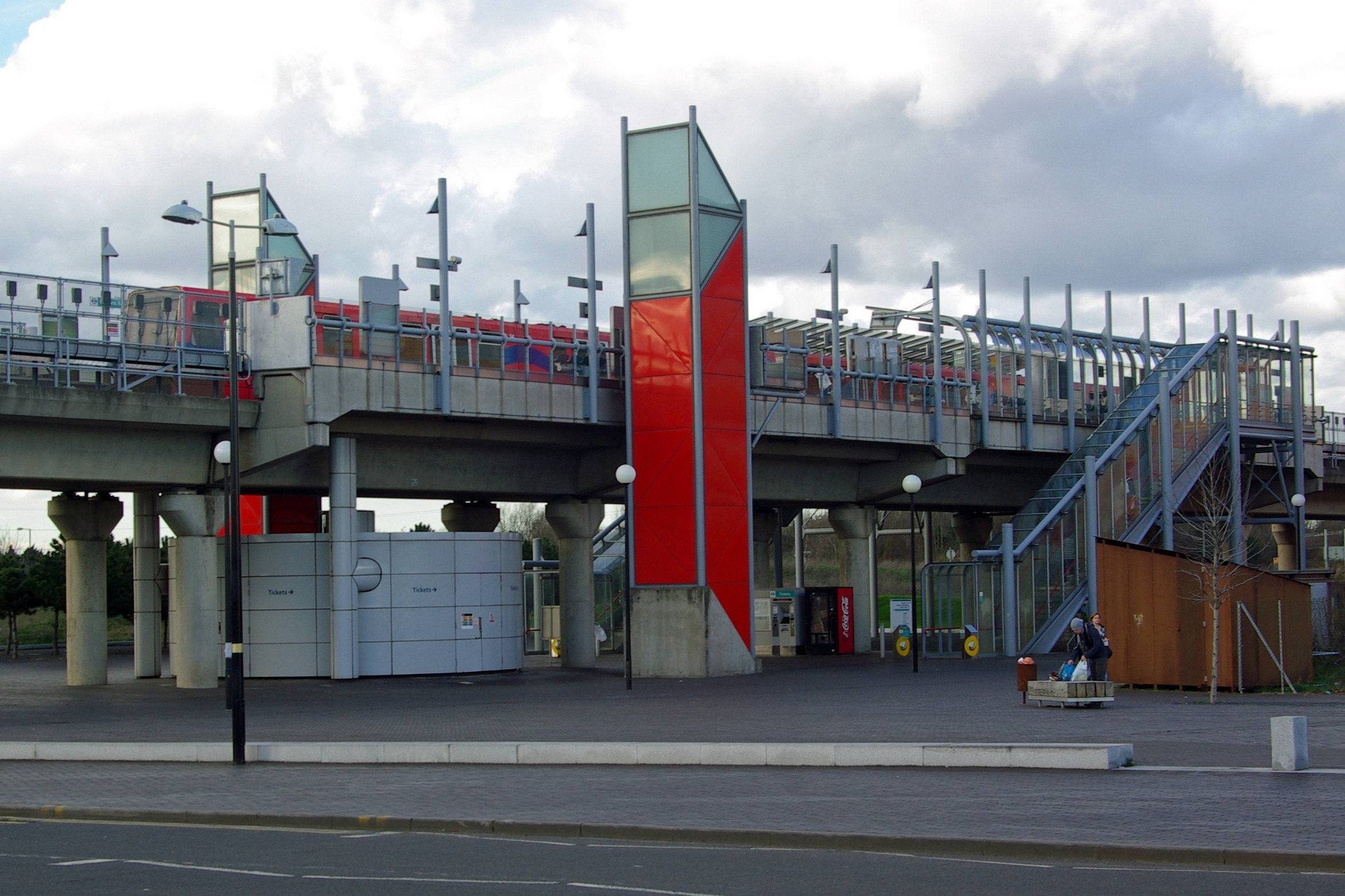
محطة جاليونز ريتش دي إل آر، مع أعمدة المصاعد المكسوة باللون الأحمر

خط سكة حديد دوكلاندز الخفيف (DLR) هو مترو خفيف آلي يخدم منطقة دوكلاندز في لندن والمناطق المحيطة بها في شرق لندن. منذ افتتاحه في عام 1987، أصبح قطار دوكلاندز الخفيف متاحًا بالكامل، مع وجود مصاعد ومنحدرات توفر الوصول بدون درجات في جميع المحطات الـ 45. تم توسيع الشبكة عدة مرات، وكان آخرها في عام 2011. تتضمن ميزات إمكانية الوصول الأخرى إمكانية الوصول المستوي من الشارع إلى القطار، وشرائط المنصة اللمسية، والمقاعد ذات الأولوية على متن القطارات لأولئك الذين يحتاجون إليها، ومساحات مخصصة للكراسي المتحركة على متن القطارات والإعلانات السمعية والبصرية للمحطات. تم الإشادة بالنظام خلال دورة الألعاب البارالمبية الصيفية لعام 2012 لمستوى إمكانية الوصول العالي إلى الأماكن في شرق لندن.

## ترام لندن
ترام لندن هو نظام سكة حديد خفيف يخدم كرويدون والمناطق المحيطة بها في جنوب لندن، والذي افتتحه باسم كرويدون ترام لينك في مايو 2000. كان النظام متاحًا منذ افتتاحه، مع منصات منخفضة وأرصفة ملموسة وإمكانية الوصول المستوي من المنصة إلى الترام. تشمل ميزات إمكانية الوصول على متن الترام المنخفض الطابق أماكن مخصصة للكراسي المتحركة، وإعلانات سمعية وبصرية عن المحطات، وجهاز اتصال داخلي للطوارئ.

## الحافلات

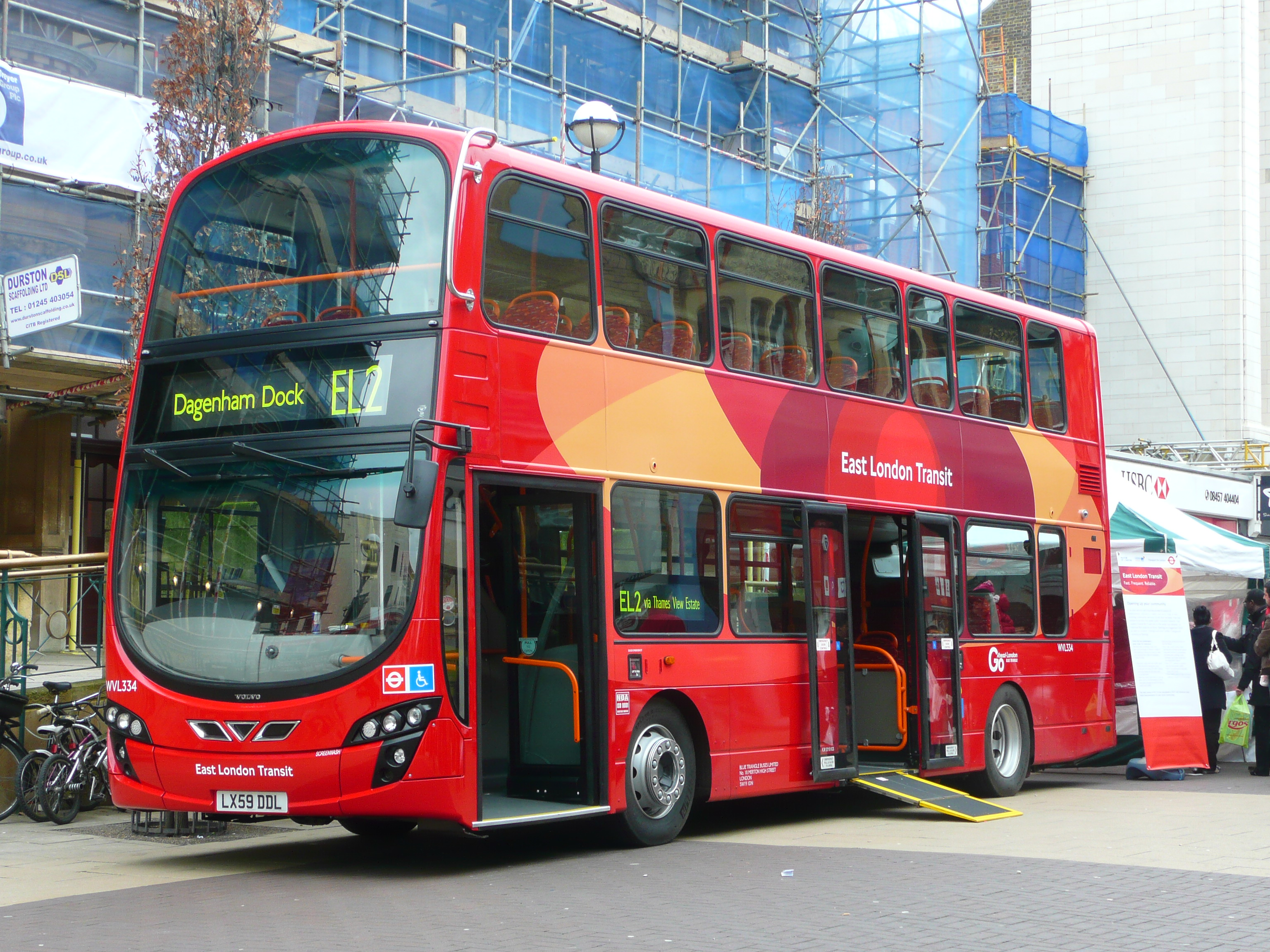
حافلة لندن ذات الطابقين مع منحدر للكراسي المتحركة

كانت شركة حافلات لندن من أوائل المستخدمين الرئيسيين للحافلات ذات الأرضية المنخفضة، حيث دخلت أول مركبات ذات طابق واحد ذات الأرضية المنخفضة الخدمة في عام 1993 وأول مركبات ذات طابقين ذات الأرضية المنخفضة دخلت الخدمة في عام 1998. بعد سحب المركبات القديمة ذات الأرضية المرتفعة مثل روت ماستر، أصبح أسطول الحافلات متاحًا بالكامل في نهاية عام 2005، أي قبل 10 سنوات من المتطلبات الوطنية. كانت لندن واحدة من أوائل المدن الكبرى في العالم التي تمتلك أسطول حافلات مجهز بالكامل لذوي الاحتياجات الخاصة.
بالإضافة إلى كونها منخفضة الأرضية، فإن ميزات إمكانية الوصول إلى الحافلات في لندن تشمل:
- منحدر كهربائي قابل للسحب للكراسي المتحركة
- قدرة الحافلة على "الركوع" وخفض نفسها نحو الأرض لتسهيل الوصول إليها
- مساحة مخصصة للكراسي المتحركة في كل حافلة
- ناقل الإدخال الذكي، نظام آلي يوفر إعلانات صوتية ومرئية لمواقف الحافلات
- مقاعد ذات أولوية للأشخاص الذين يحتاجون إليها

### حافلات التنقل
في الثمانينيات والتسعينيات، عندما كانت العديد من خطوط الحافلات في لندن لا تزال تستخدم حافلة روت ماستر ذات الأرضية المرتفعة، قامت هيئة النقل في لندن بتشغيل العديد من خطوط حافلات التنقل للأشخاص الذين وجدوا صعوبة أو استحالة استخدام الحافلات ذات الأرضية المرتفعة. تم تجهيز حافلات التنقل بمصعد للكراسي المتحركة لتسهيل الوصول إلى وجهات رئيسية مثل المتاجر والمستشفيات ومحطات السكك الحديدية. كان هناك مسار دائري يسمى " Stationlink " يمتد في وسط لندن، ويربط محطات السكك الحديدية الرئيسية في لندن مع بعضها البعض. بعد تقديم خدمات اطلب رحلة في جميع أنحاء لندن واستبدال الحافلات ذات الطابق المرتفع بحافلات ذات أرضية منخفضة يمكن الوصول إليها في أوائل العقد الأول من القرن الحادي والعشرين، تم سحب مسارات حافلات التنقل تدريجيًا، على الرغم من الانتقادات.،، هناك مسار واحد فقط لحافلات التنقل في الخدمة.

### محطات الحافلات التي يمكن الوصول إليها
يجب أن تكون محطات الحافلات سهلة الوصول للسماح للركاب بالوصول إلى الحافلة بأمان. تعرف هيئة النقل في لندن محطة الحافلات التي يمكن الوصول إليها على أنها محطة تحتوي على:
- قيود "عدم التوقف" في محطات الحافلات، يشار إليها عادةً باسم "قفص محطة الحافلات"، لضمان قدرة الحافلات على استخدام المحطة ونشر منحدر الكراسي المتحركة إذا لزم الأمر.
- ارتفاع الرصيف أكثر من 100 ملم للسماح بنشر منحدر الكرسي المتحرك بشكل آمن.
- منطقة حول محطة الحافلات خالية من العوائق، مما يسمح لمستخدمي الكراسي المتحركة والأشخاص الذين لديهم عربات أطفال بالوصول إلى المنحدر.

في السنوات الأخيرة، عملت هيئة النقل في لندن مع البلديات المحلية لزيادة عدد محطات الحافلات التي يمكن الوصول إليها من أقل من 30% في عام 2008، إلى 80% في عام 2015 و95% في عام 2019. كما تعمل أعمال التحسين التي تقوم بها أحياء لندن وشوارع لندن على تحسين الوصول إلى محطات الحافلات، من خلال توفير أرصفة منخفضة وأرصفة ملموسة عند المعابر.

#### تجاوزات محطات الحافلات
منذ عام 2013، تقوم هيئة النقل في لندن ببناء ممرات جانبية لمحطات الحافلات (تسمى أحيانًا محطات الحافلات العائمة) على طول الطرق الرئيسية لتحسين السلامة، يتم إنشاء ممر جانبي لمحطات الحافلات خلف منطقة صعود ركاب الحافلات، مما يفصل الأشخاص الذين يركبون الدراجات عن حركة مرور المركبات. نشأت هذه الأنظمة في هولندا في الخمسينيات من القرن العشرين، وتُستخدم في جميع أنحاء أوروبا والولايات المتحدة وفي مدن أخرى في المملكة المتحدة. تعرضت هيئة النقل في لندن لانتقادات من الاتحاد الوطني للمكفوفين في المملكة المتحدة ومجموعات أخرى بسبب بنائها لهذه الحواجز، حيث ذكرت أنها تشكل خطورة على المكفوفين وضعاف البصر. أعربت كارولين راسل، عضو جمعية لندن، عن دعمها للتصميم، نظرًا للأدلة "الساحقة" التي تثبت أن تجاوزات محطات الحافلات قد قللت من عدد الأشخاص الذين قُتلوا أو أُصيبوا بجروح خطيرة. صرحت هيئة النقل في لندن أنها أجرت مراجعة، وأن تجاوزات محطات الحافلات أكثر أمانًا بشكل كبير من تصميمات الطرق السابقة.

## السفر الجوي
تخدم مدينة لندن ستة مطارات رئيسية، مع وجود وسائل نقل عام عالية الجودة تربطها بالمدينة نفسها. تنشر هيئة الطيران المدني (CAA) تقريرًا سنويًا حول إمكانية الوصول، حيث تصنف كل مطار رئيسي في المملكة المتحدة.
في عام 2022، تم الثناء على مطار لندن سيتي لتوفيره إمكانية الوصول. في عام 2023، تم تصنيف مطار ستانستيد على أنه "جيد جدًا" لخدماته للمسافرين ذوي الإعاقة. في عام 2018، تم تصنيف مطار ساوثيند على أنه "جيد جدًا" من حيث إمكانية الوصول، وتم وصفه بأنه المطار الأكثر سهولة في الوصول إليه في لندن وجنوب شرق البلاد. في عام 2022، تم تصنيف مطار لندن لوتون من قبل هيئة الطيران المدني على أنه يقدم خدمة رديئة للركاب ذوي القدرة المحدودة على الحركة، وعلى عكس المطارات الأخرى في المملكة المتحدة، لم يتحسن أداءه على مدار العام.
في عام 2022، تعرض المبنى رقم 5 في مطار هيثرو لانتقادات بسبب عدم توفير الدعم الكافي للمسافرين ذوي الإعاقة، لدرجة أن بعض الركاب ذوي الإعاقة فاتتهم رحلة ربط. في عام 2023، وصف تقرير صادر عن هيئة الطيران المدني التحسينات في مطار هيثرو، لكنه اعتبر أيضًا أن المطار لا يزال بحاجة إلى تحسينات في إمكانية الوصول إليه. أقرت هيئة الطيران المدني بأن "الأهداف تم تحقيقها بشكل روتيني في المبنى رقم 2 والمبنى رقم 4 حتى مع انخفاض الأداء في المبنى رقم 3 والمبنى رقم 5".

## سيارات الأجرة ومركبات الإيجار الخاصة

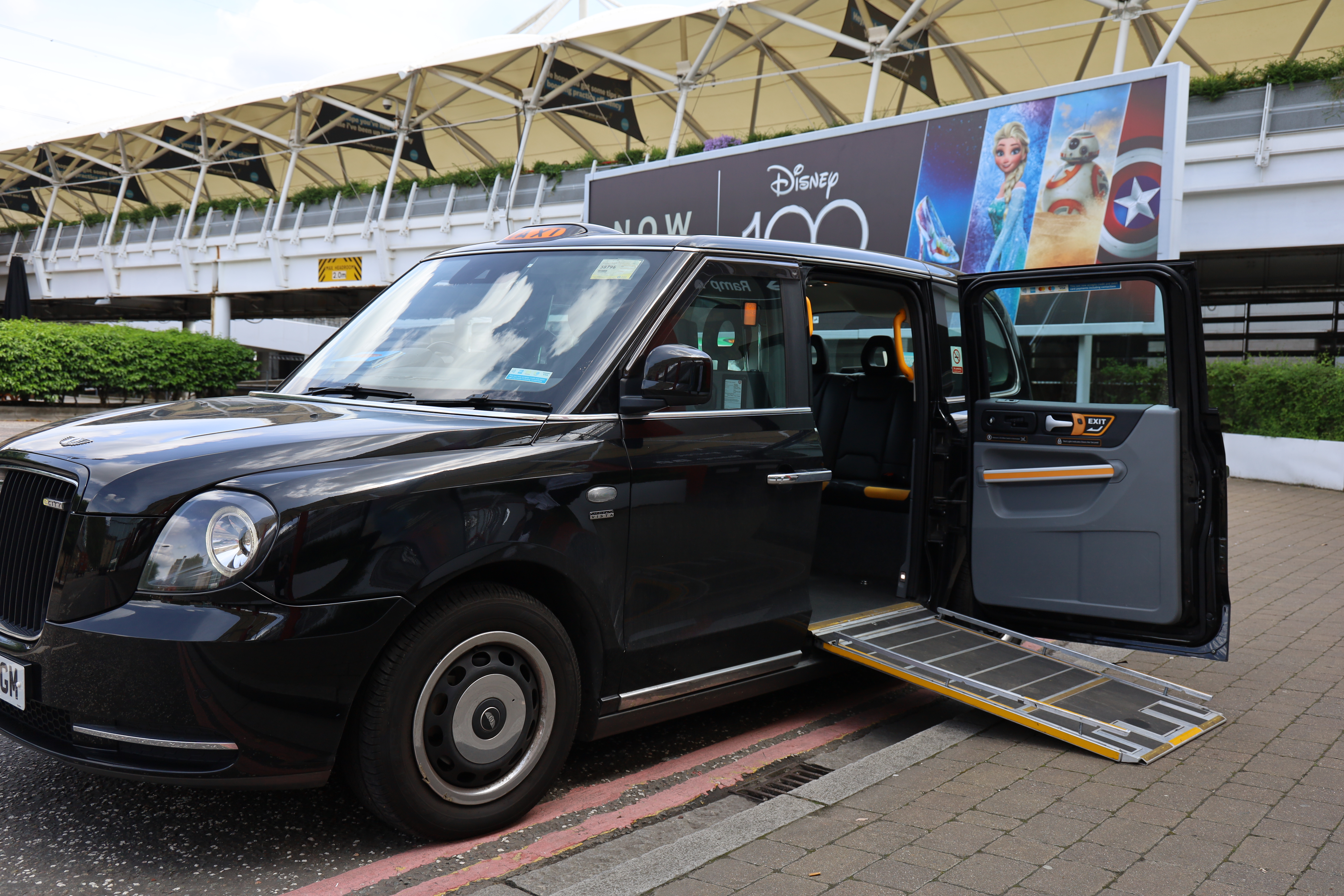
تاكسي لندن مع منحدر للكراسي المتحركة

### سيارات الأجرة
أصبح أسطول سيارات الأجرة في لندن متاحًا بالكامل منذ 1 يناير 2000. يجب على السائقين نقل الركاب على الكراسي المتحركة، والركاب الذين يصطحبون كلاب الإرشاد، والركاب الآخرين ذوي الإعاقة الحركية دون أي تكلفة إضافية. ويجب على السائقين أيضًا مساعدة الركاب عند الطلب، للدخول إلى السيارة أو الخروج منها، أو تحميل الأمتعة. ابتداءً من عام 2017، يمكن تغريم سائقي سيارات الأجرة أو سيارات الأجرة الخاصة الذين يرفضون التقاط الركاب على الكراسي المتحركة بما يصل إلى 1000 جنيه إسترليني، بالإضافة إلى فقدان رخصة التشغيل الخاصة بهم.
كانت أول سيارة أجرة سوداء متاحة في لندن هي MCW Metrocab، والتي تم تقديمها في عام 1987. منذ فبراير 1989، أصبح لزامًا على جميع المركبات المرخصة حديثًا أن تكون قادرة على نقل راكب على كرسي متحرك. تتمتع سيارات الأجرة الحديثة مثل تي إكس 1 أو ليفك تي إكس الكهربائية بمجموعة من ميزات إمكانية الوصول بما في ذلك منحدر الصعود وأبواب الدخول كبيرة الحجم وحلقة تحريض الصوت ومقابض الإمساك عالية التباين.

### مركبات تأجير خاصة
لا يوجد التزام على مركبات الإيجار الخاصة (PHVs) (مثل أوبر) في لندن بأن تكون في متناول الأشخاص ذوي الاحتياجات الخاصة، حيث أن 0.7% من مركبات الإيجار الخاصة في لندن يمكن الوصول إليها بالكراسي المتحركة. ومع ذلك، فإن العديد من مقدمي الخدمات لديهم مركبات يمكن للكراسي المتحركة الوصول إليها ويمكن استئجارها. ويجب على ممارسي الصحة العامة أيضًا نقل الركاب مع كلاب الإرشاد.
في عام 2015، أعلنت شركة جيت عن شراكة مع مساعد MI، وهو تطبيق يساعد المستخدمين ذوي الإعاقة في التفاعل مع الخدمات والتواصل بشأن احتياجاتهم مع مقدمي الخدمة.
في عام 2015، قامت شركة أوبر بتوسيع نطاق مخطط أوبر أسيست إلى لندن، حيث قامت بتعيين سائقين معينين على أنهم مدربون خصيصًا لمساعدة المستخدمين ذوي الإعاقة. في عام 2016، وسعت أوبر نطاق مخطط أوبر ويف الخاص بها إلى لندن، حيث أطلقت أسطولاً من المركبات المصممة لتكون في متناول مستخدمي الكراسي المتحركة، واف تعني "مركبة يمكن الوصول إليها بالكراسي المتحركة". في مارس 2017، تم تغيير اسم أوبر ويف إلى أوبر أكسس. في عام 2017، واجهت شركة أوبر حظرًا على الترخيص من قبل هيئة النقل في لندن، والذي تم انتقاده لأنه يؤثر سلبًا على المستخدمين المكفوفين، الذين سيكونون قادرين على استخدام تطبيق أوبر لطلب سائق، لكنهم يواجهون صعوبة في استدعاء سيارة أجرة تقليدية.

### عربات الريكاشة

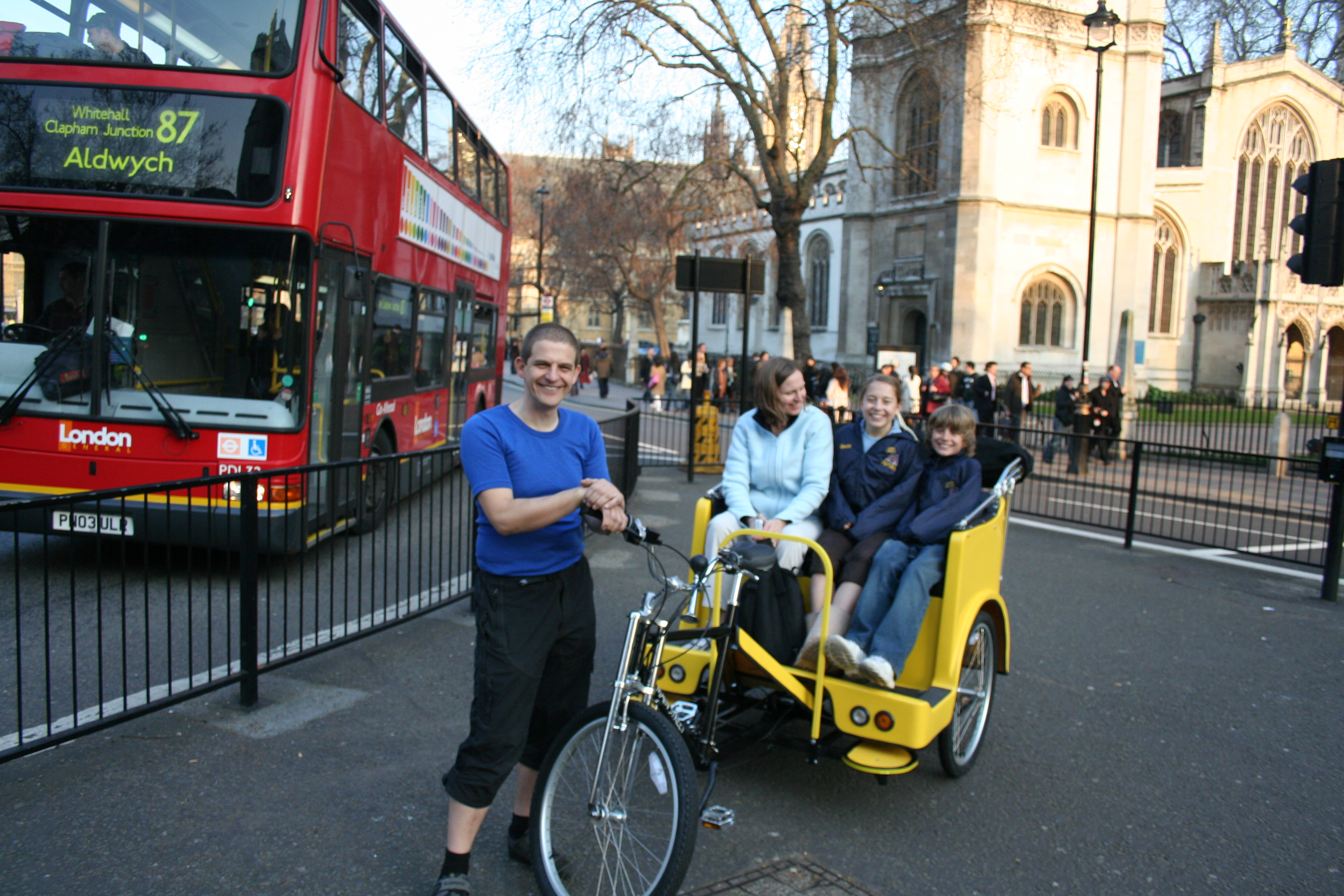
ثلاثة أشخاص يستخدمون عربة ركاب في لندن

تعرضت عربات الريكاشة في لندن لانتقادات بسبب كونها تمييزية تجاه الأشخاص ذوي الإعاقة، ولأنها غير منظمة إلى حد كبير. أطلقت هيئة النقل في لندن (هيئة النقل في لندن) مشاورة بشأن اللوائح بموجب قانون عربات الركوب (لندن) لعام 2024. ستضع هذه اللوائح سيارات الأجرة ذات العجلتين على أساس مماثل لسيارات الأجرة ومركبات الإيجار الخاصة ولكنها ستكون محددة للسوق الذي تعمل فيه سيارات الأجرة ذات العجلتين، وفقًا لـ هيئة النقل في لندن.

## قوارب النهر
تتمتع جميع الأرصفة التي تديرها شركة خدمات لندن النهرية بإمكانية الوصول إليها دون الحاجة إلى السلالم. تحتوي قوارب النهر التي تديرها شركة تيمز كليبرز على أماكن مخصصة للكراسي المتحركة وإعلانات سمعية وبصرية ومراحيض يمكن الوصول إليها.

## تلفريك لندن

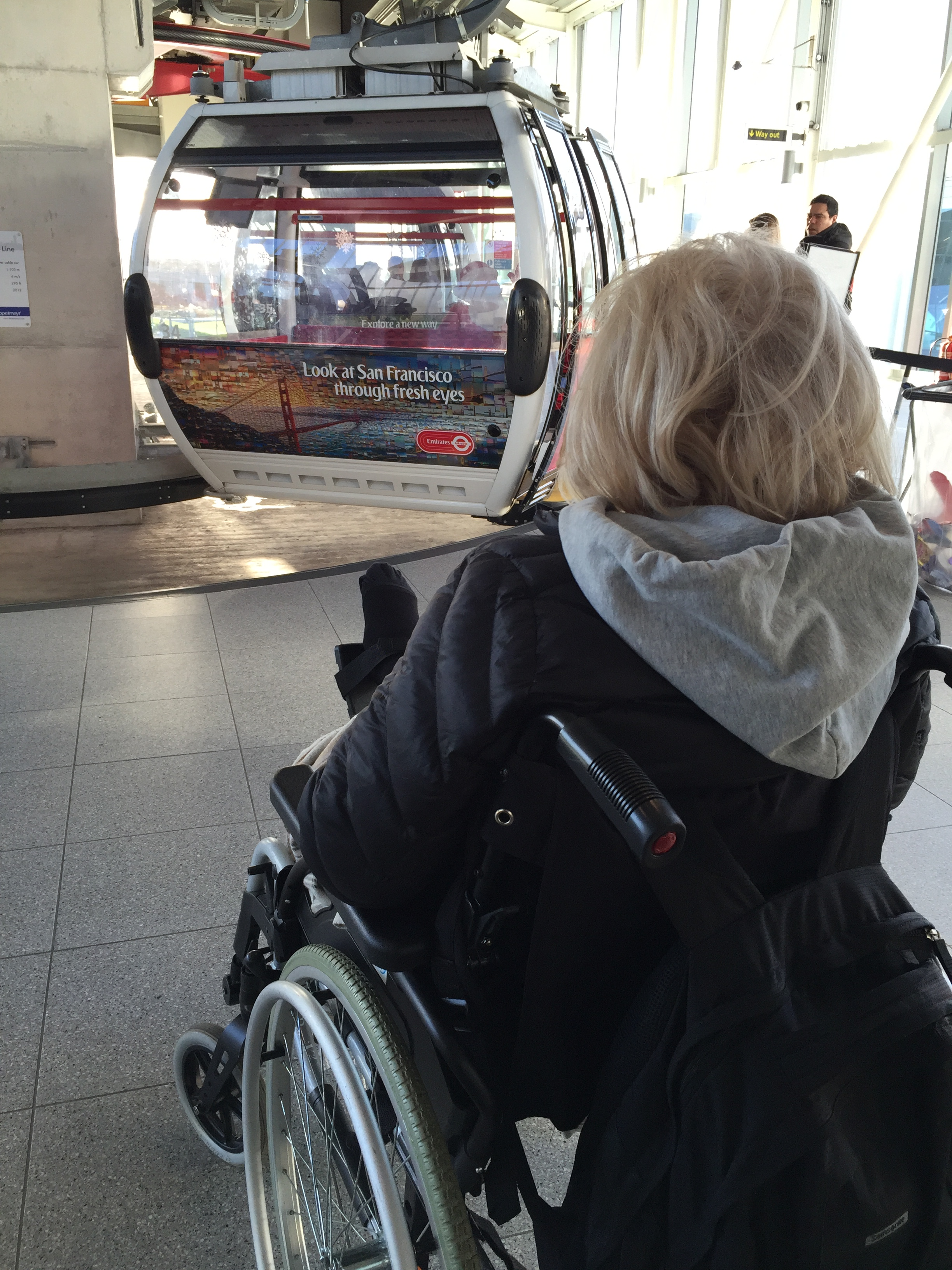
امرأة تستخدم كرسيًا متحركًا أثناء صعودها إلى جندول الركاب في رويال فيكتوريا

يتميز تلفريك لندن بإمكانية الوصول إليه بدون درج، مع وجود مساحة في كل كابينة جندول لعربات الأطفال والكراسي المتحركة ودراجات التنقل. يمكن للموظفين إبطاء عملية الصعود إلى الطائرة أو إيقافها للسماح بوصول أسهل للركاب.

## خدمة طلب سيارة أجرة وبطاقة تاكسي

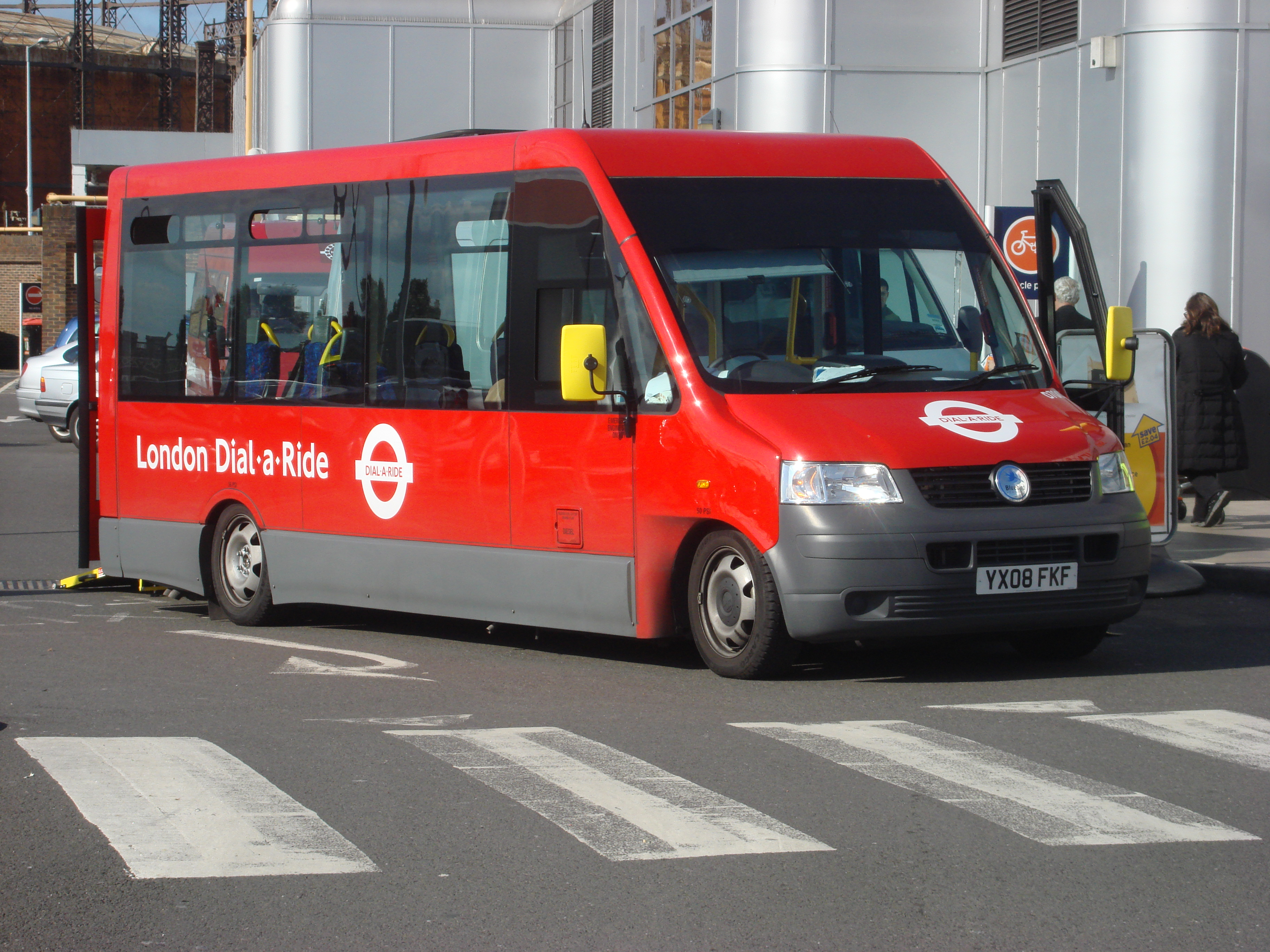
حافلة صغيرة لخدمة اطلب رحلة في لندن

توفر خدمة خدمة التوصيل عبر الهاتف في لندن وسائل نقل مجتمعية من الباب إلى الباب، ويمكن الوصول إليها بسهولة للأشخاص غير القادرين على استخدام خدمات النقل العام مثل الحافلة أو القطار أو المترو. العضوية متاحة للأشخاص ذوي الإعاقات طويلة الأمد أو الدائمة أو المشاكل الصحية. تم تشغيل هذا المشروع في الأصل من قبل أحياء لندن وتم تمويله من قبل هيئة النقل في لندن، وتم تشغيله وتمويله من قبل هيئة النقل في لندن منذ عام 2002. في عام 2019، كان هناك حوالي 40 ألف عضو في المخطط.
يوفر مخطط "بطاقة التاكسي" رحلات سيارات أجرة مدعومة ورحلات استئجار خاصة لسكان لندن الذين يعانون من مشاكل خطيرة في الحركة أو الرؤية، مع تسجيل حوالي 60.000 عضو في المخطط. تم تمويل هذا المشروع في الأصل من قبل مجلس لندن الكبرى، ويتم إدارته الآن من قبل مجالس لندن.

## السفر النشط

### الوصول للمشاة
تعرضت الأرصفة في العديد من الأحياء لانتقادات بسبب عدم إمكانية الوصول إليها بسبب الشقوق والتدهورات الأخرى.

### ركوب الدراجات
لقد سمحت الأحياء ذات حركة المرور المنخفضة بتحسين البنية التحتية لركوب الدراجات التي يمكن الوصول إليها.

### مخططات التوظيف العام
تعرضت مخططات تأجير الدراجات الهوائية بدون رصيف لانتقادات شديدة بسبب عرقلة الشوارع وبالتالي جعل الأرصفة في مناطق معينة من لندن غير قابلة للوصول. الدراجات الكهربائية في لندن غير منظمة إلى حد كبير وفي عام 2023. دعت هيئة النقل في لندن إلى وضع الدراجات الكهربائية على أساس تنظيمي مماثل للدراجات البخارية الكهربائية. في نوفمبر 2024، أعلنت هيئة النقل في لندن أنها تفكر في اتخاذ إجراءات ضد المشغلين. في الوقت الحالي، يقع على عاتق المجالس الفردية مسؤولية التعامل مع عملية التنفيذ.

#### دورات سانتاندير
Santander Cycles هو مخطط تأجير دراجات عامة في لندن. في عام 2022، تمت إضافة الدراجات الكهربائية إلى Santander Cycles. وقد أشادت مؤسسة Wheels for Wellbeing، وهي مؤسسة خيرية معنية بذوي الإعاقة، بهذا المشروع لأنه من شأنه أن يجعل المشروع أكثر سهولة في الوصول إليه.

## القيادة

### تصاريح وقوف السيارات للمعاقين
يوفر نظام الشارة الزرقاء إمكانية وصول أرخص وأسهل للأشخاص ذوي الإعاقة عند ركن سياراتهم. تتمتع أربع مناطق في لندن، وستمنستر، ومدينة لندن، وكينسينغتون، وتشيلسي، وجزء من كامدن، بإعفاءات من نظام الشارة الزرقاء. تم عقد مشاورة لمدينة بروملي لبدء فرض رسوم على حاملي الشارات الزرقاء، ولكن تم إسقاط السياسة. تم تقديم نظام جديد في مستشفى فينشلي التذكاري، حيث يتعين على المستخدمين الذين يحملون شارة زرقاء التسجيل في كل مرة يستخدمونها. ارتفع العدد السنوي لسرقات الشارة الزرقاء في لندن من 1230 في عام 2014 إلى 6415 في عام 2023.

#### التسوق المتنقل
تقدم بعض السلطات المحلية خدمة التسوق المتنقل، حيث يمكن للأشخاص الذين يعانون من مشاكل في الحركة أو كبار السن استعارة الكراسي المتحركة أو الدراجات البخارية المتحركة للوصول إلى المتاجر في مراكز المدن أو مراكز التسوق. غالبًا ما تعمل التسوق المتنقل بالاشتراك مع مواقف السيارات ذات الشارة الزرقاء الموجودة بالقرب من المتاجر بالإضافة إلى العمل مع اطلب رحلة.

### رسوم الطرق والمواصلات

#### معبر دارتفورد
تعرضت الشركة التي تدير معبر دارتفورد، كوندوينت، لانتقادات بسبب عدم استجابتها السريعة، وكانت الاستجابات التي تقدمها غير متاحة للأشخاص ذوي الإعاقة. يتم إدارة المشروع بواسطة الطرق السريعة الوطنية. حاملي الشارات الزرقاء معفون من دفع الرسوم فقط إذا لم يدفعوا ضريبة المركبات.

#### رسوم الازدحام
تُمنح رسوم ازدحام لندن خصمًا لحاملي الشارة الزرقاء.

#### نفق بلاكوول ونفق سيلفرتاون
يتمتع كل من نفق بلاكوول ونفق سيلفرتاون بإعفاءات لحاملي الشارة الزرقاء من دفع الرسوم. كما يتم إعفاء سيارات الأجرة السوداء ومركبات الصحة العامة التي يمكن الوصول إليها بالكراسي المتحركة من رسوم المرور.

#### منطقة انبعاثات منخفضة للغاية
لا يُعفى حاملو الشارات الزرقاء من رسوم منطقة الانبعاثات المنخفضة للغاية، إلا إذا تم تصنيف المركبة على وجه التحديد على أنها "معاقة" أو "مركبة ركاب معاقة". أدى تقديم منطقة الانبعاثات المنخفضة للغاية في جميع أنحاء لندن الكبرى في عام 2023 إلى تحسينات في جودة الهواء في جميع أنحاء المدينة، مع انخفاض مستوى ثاني أكسيد النيتروجين والجسيمات.

### المركبات الكهربائية
إن كابلات المركبات الكهربائية المتدلية، والتي تعبر الرصيف من شأنها أن تشكل مشاكل للمشاة وهذا من شأنه أن يسبب أضرارًا محددة للمشاة ذوي القدرة المحدودة على الحركة.،، لا توجد نقاط شحن للسيارات الكهربائية في لندن تلبي معايير إمكانية الوصول الحكومية.

## خدمات الطوارئ
في عام 2024، بدأت هيئة خدمات الإسعاف في لندن التابعة لهيئة الخدمات الصحية الوطنية في نشر سيارات الإسعاف الكهربائية، مما أدى إلى زيادة إمكانية الوصول.

## مساعدات أخرى
في جميع أنحاء شبكة هيئة النقل في لندن، يتم تدريب موظفي المحطات والقطارات بشكل خاص لتقديم المساعدة أو التوجيه للركاب. يتم تقديم الإرشادات والخرائط في مجموعة من التنسيقات بما في ذلك التباين العالي أو الطباعة الكبيرة أو الوصف الصوتي. بالنسبة للأشخاص غير المألوفين أو غير المتأكدين من استخدام وسائل النقل العام، تقدم هيئة النقل في لندن خدمة إرشاد سفر مجانية لمساعدة الأشخاص على الشعور بالراحة واكتساب الثقة في استخدام وسائل النقل العام.
يمكن للأشخاص التقدم بطلب للحصول على شارات "طفل على متن الطائرة"، والتي تساعد الركاب الآخرين على تحديد المسافرات الحوامل اللاتي يرغبن في الحصول على مقعد. في عام 2017، أفادت هيئة النقل في لندن أنه تم إصدار حوالي 130 ألف شارة كل عام. لدى هيئة النقل في لندن أيضًا شارات "من فضلك اعرض لي مقعدًا" للركاب الذين قد يعانون من إعاقات أو اختلالات خفية، بالإضافة إلى التعرف على عباد الشمس للإعاقات الخفية. كما تقدم هيئة النقل في لندن معلومات حول المراحيض العامة الموجودة في محطاتها، مع العمل الجاري على زيادة عدد المراحيض على شبكة النقل العام.
تتوفر وسائل النقل العام المجانية لسكان لندن الذين تجاوزوا سن التقاعد الحكومي، وكذلك لبعض سكان لندن من ذوي الإعاقة. يتوفر هذا من خلال مخطط السفر المخفض Freedom Pass. تم إنشاء هذا المشروع في الأصل في سبعينيات القرن العشرين بواسطة مجلس لندن الكبرى، ويتم تمويله الآن من قبل السلطات المحلية ويتم تنسيقه من قبل مجالس لندن.

## روابط خارجية
- هيئة النقل في لندن، إمكانية الوصول إلى وسائل النقل